# Quinta generación de cazas de reacción

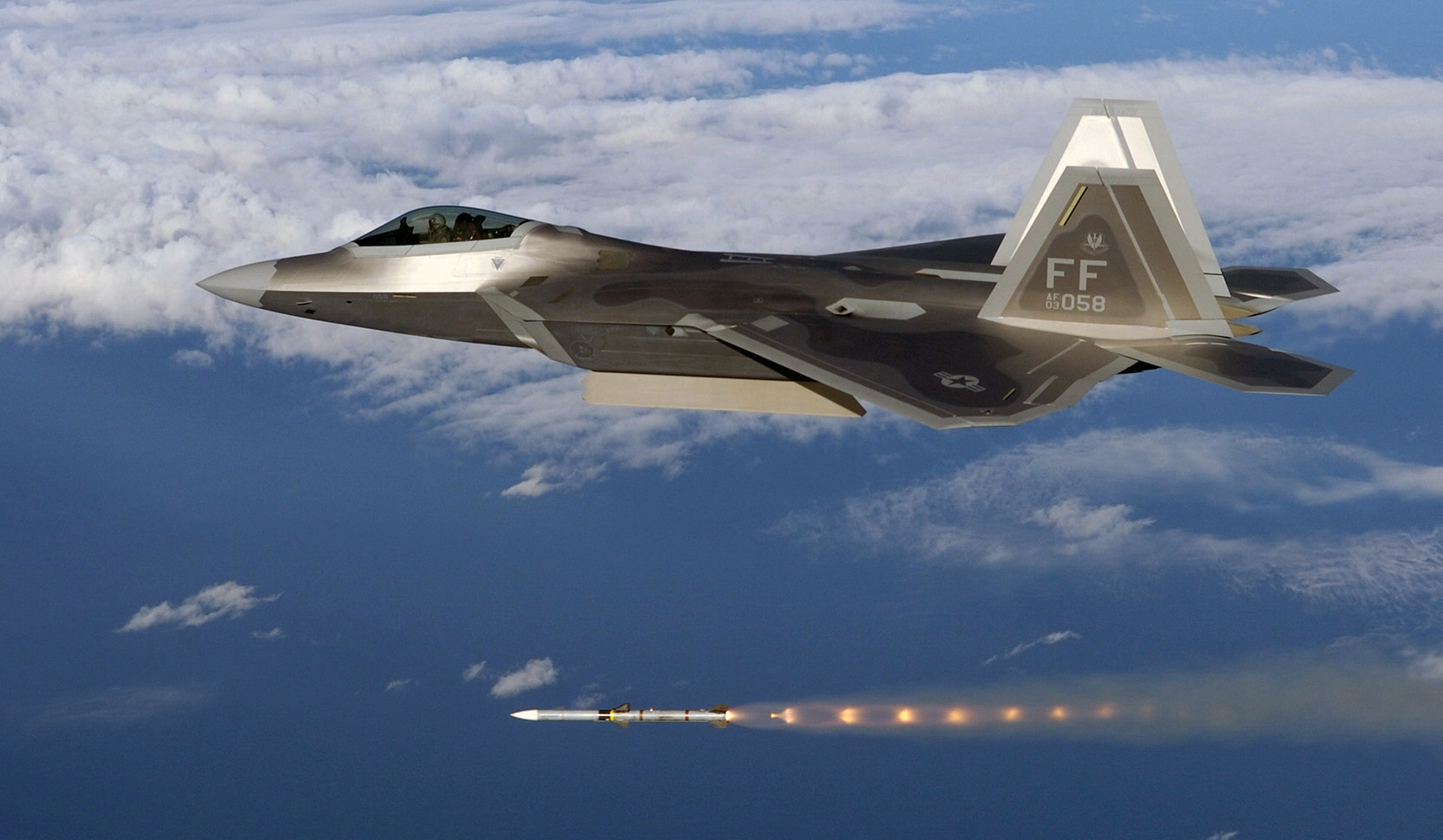
F-22 Raptor lanzando un misil BVR AIM-120 AMRAAM

La quinta generación de cazas de reacción es la integrada por aviones fabricados desde la década de 1990 para derribar a otros aviones. El término es un concepto discutido de la aeronáutica militar, porque no existe consenso entre los expertos sobre la ventaja o ventajas que deberían reunir. Tampoco hay acuerdo en lo referente al mismo concepto de generación, pues no está claro si el armamento evoluciona por saltos generacionales o sigue un progreso constante solventando los fallos encontrados.
Según el criterio que se determine como diferenciador aparecen varias clasificaciones distintas, con más o menos generaciones y con más o menos modelos. Ninguna de dichas clasificaciones está exenta de problemas. Así, los distintos conflictos bélicos han indicado distintas lagunas y posibles caminos que seguir. Pero la quinta generación no es fruto de las experiencias obtenidas en una contienda determinada. Por ello se apuntan entre cinco y nueve las características que la definirían, excepto por parte de autores que solo utilizan una como la fecha de producción o la baja detectabilidad.
El concepto en sí no está exento de críticas debido a la popularización tan rápida del término y los abusos de su empleo coincidiendo con los problemas y retrasos acumulados por el Lockheed Martin F-35 Lightning II. Se ha indicado que muchas veces el término contribuye a justificar las grandes sumas de dinero gastadas en un avión, el F-35, que no ha demostrado sus capacidades y cuenta con rivales en servicio tan buenos o mejores. Autores como De Briganti critican el propio concepto, calificándolo de mito y afirmando que solo se circunscribe a los modelos desarrollados por la empresa Lockheed Martin.
Durante un tiempo se pensó que sería la última, pues ninguna nación o empresa estaba trabajando en un nuevo modelo cuando estas aeronaves entraron en servicio y ya se preveía que los aparatos no tripulados ocuparían su lugar en el futuro, gracias a su baja detectabilidad, bajo precio, ser sacrificables y haber demostrado los últimos conflictos del siglo XX la inutilidad de cazas muy avanzados por no tener enemigos contra los que luchar. Sin embargo, a finales de la década de 2010 Estados Unidos y varias naciones europeas comenzaron los trabajos para una sexta generación opcionalmente pilotable.

## Propósito
En principio un caza de quinta generación sería un aparato diseñado para localizar y abatir otros aviones, con unas virtudes tales que le permitiesen hacer algo imposible para los cazas precedentes, o solo posible bajo circunstancias muy ventajosas. Pero no existe consenso sobre la característica o características que le dotarían de tales virtudes. Una que suele aparecer en casi todas las clasificaciones es la tecnología furtiva o Very Low Obserbavility (VLO) (Bitzinger, 2009, p. 307), es decir, que los detectores de calor, los radares en tierra y de alerta temprana no pueden detectar el aparato a largas distancias, permitiéndole acercarse más a los objetivos con ciertas garantías (Cuadrado, 2005).
Otra peculiaridad, que también suele aparecer en las distintas clasificaciones, es la integración de toda la información en un solo cerebro electrónico, lo que permite facilitar al piloto y al personal de tierra los datos necesarios, en el momento preciso y por los periféricos adecuados (Keijsper, 2003, p. 9). Gracias a esto se reducen los esfuerzos para localizar la información, el mantenimiento, el entrenamiento, etc, además de atender y controlar varios sistemas con el mismo instrumental (Cuadrado, 2006, p. 23).
Una tercera sería la conexión en red digital, es decir, la capacidad del caza para comunicarse con todo tipo de barcos, centros de mando y control, unidades en tierra, satélites y otros aviones. Gracias a esta capacidad las tripulaciones podrían disfrutar y suministrar la información obtenida por sus sensores y por los de otras unidades distantes cientos o miles de kilómetros. Esto ha creado el llamado campo de batalla virtual.
Por lo tanto ya surgen tres particularidades al menos que diferencian a estos aviones de los anteriores: capacidad furtiva, integración de información y conexión en red. Las discrepancias aparecen cuando se intenta saber cuál de las tres es la que marca el salto generacional o si deben añadirse más. Por ejemplo, Leeuwen y Daniel Slane (2010, p. 77) muestran las controversias existentes sobre si estas ventajas las poseen solo aparatos de 5.ª generación o también los de 4.ª mejorados y los conocidos como 4.5 o 4++.

## ¿Salto generacional o evolución progresiva?

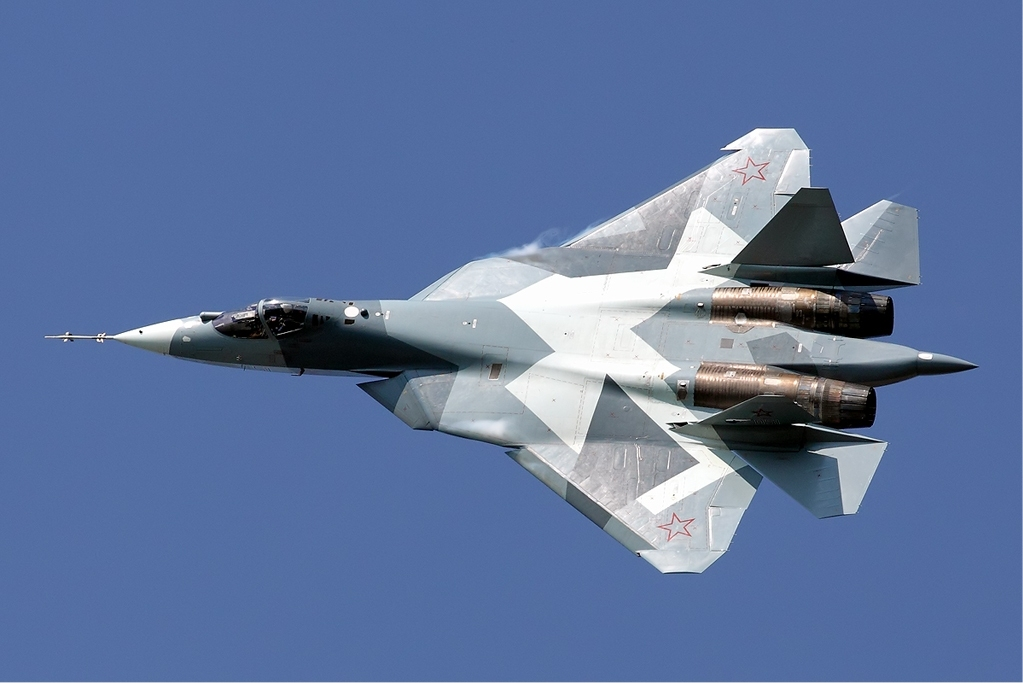
Después de Estados Unidos, varios países se apresuraron a desarrollar aviones para contrarrestar los nuevos cazas estadounidenses. La segunda potencia en poner en vuelo un caza furtivo ha sido Rusia con el modelo Sukhoi PAK FA en la imagen.

Para militares como Craig Penrice y analistas como Bill Sweetman, lo incorrecto sería la misma clasificación en generaciones. Para ellos, la evolución de la aviación de caza sería un avance lineal progresivo, pero no en forma de saltos generacionales. Así, el Lockheed Martin F-22 Raptor y el F-35 Lightning II no integrarían una nueva generación, sino una evolución lateral, el primero más orientado hacia la lucha contra otros aviones y el segundo más hacia la polivalencia, compartiendo únicamente la capacidad furtiva. Igual que en los sesenta el Lockheed SR-71 y el MiG-25 compartían su gran velocidad y alta cota, sin ser considerados una nueva y misma generación.
No hay acuerdo entre los expertos a la hora de indicar cómo evoluciona el armamento. Donald MacKenzie (1990) postuló la teoría de «las formas siguen a las funciones». Esta teoría mantiene que la tecnología militar cambia para satisfacer necesidades concretas encontradas en la práctica, sobre todo en conflictos bélicos, único ambiente donde las pruebas son reales. Así, capacidades como baja detectabiliad, vendrían dadas por la necesidad de supervivencia frente a los misiles; pero no engendrarían una nueva generación por no presentar nuevas relaciones hombre-máquina como sí ha hecho la informática. Estas nuevas formas de relación podrían ser el sistema para dar órdenes por voz o los sensores montados en el casco para dejar obsoleto al head-up display, los cuales comenzaron a entrar en servicio paulatinamente, no en forma de salto generacional.
Frente a la hipótesis de MacKenzie (1990) parece la de Henry Petrosky (1982), según la cual «las formas siguen a los fallos», es decir, la tecnología mejora lo ya existente; solo alguna vez lanza nuevos desarrollo para nuevos problemas. Por lo tanto es un avance progresivo, no un salto generacional. Petrosky postuló esta teoría para la construcción de puentes, pero Cohen y Mahnken (2007, p. 142) indican que se puede aplicar a la tecnología militar. Según Cohen y Mahnken (2007, p. 142), la industria no suele ser tan creativa y no busca siempre una nueva solución, sino solventar las deficiencias encontradas; tanto es así que aparatos como el F-16 y el F-18 siguen en producción en versiones mejoradas.Slane (2010, p. 77) también se une a esta postura cuando indica que varios autores no consideran a la generación 4.5 como tal, sino una mera mejora de la cuarta.
Con todo,Cohen y Mahnken (2007, p. 142) afirman que las dos teorías no terminan de arrojar luz sobre todas las sombras, pues en las armas entran en juego factores como el terreno o la filosofía de lucha. Muchos sistemas y plataformas se diseñan para satisfacer necesidades muy concretas, como el Merkava para operar en los Altos del Golán; por lo tanto no influyen solo los adelantos técnicos y los defectos encontrados. José Manuel Sánchez Ron apuntaba en 1995 otro dato que hace diferentes los sistemas bélicos de otros productos industriales: su poca estandarización. En concreto, Sánchez Ron se refería a las armas nucleares cuando indicaba que «por muchas bombas que se fabriquen se fabrican menos que coches», y por tanto no se puede conseguir una estandarización como en los automóviles.  Esto supone una ventaja para el comprador porque fabricar 250 o 300 unidades permite diseñar modelos más a la medida del cliente (Keijsper, 2003) y supone un problema para clasificar en una determinada generación modelos con filosofías diferentes que además se adaptan a los requerimientos solicitados por cada cliente. Por tanto, en los cazas de reacción en particular y las armas en general, no resulta fácil lograr una equiparación como la que se puede conseguir entre las PCs, impresoras, lavadoras, ascensores...

## La influencia de guerras y los adelantos técnicos
Siguiendo la explicación de Simon Pearson, los aviones de caza nacieron en la Primera Guerra Mundial. En aquel conflicto los biplanos y triplanos se utilizaban como plataformas de observación sobre los cielos de Francia y Bélgica. Al principio, se seguían comportamientos muy caballerosos entre los pilotos. Tanto es así que la nueva arma cautivó a oficiales desencantados con la guerra en tierra, mucho más prosaica (Quesada Sanz, 2008, p. 100). Pero los aparatos de observación también constituían un peligro para los ejércitos enemigos, de modo que los pilotos empezaron a llevar pistola... y después se añadió la ametralladora. En ese momento nació el avión de caza, una máquina concebida para terminar con otros aviones. Por ejemplo, Manfred von Richthofen, el Barón Rojo, afirmó que la misión de un piloto era derribar a cualquier avión enemigo que viese en su sector; «todo lo demás es basura». Pero este papel de observador y cazador cambiaría radicalmente unos veinte años después.

### Tras la Segunda Guerra Mundial

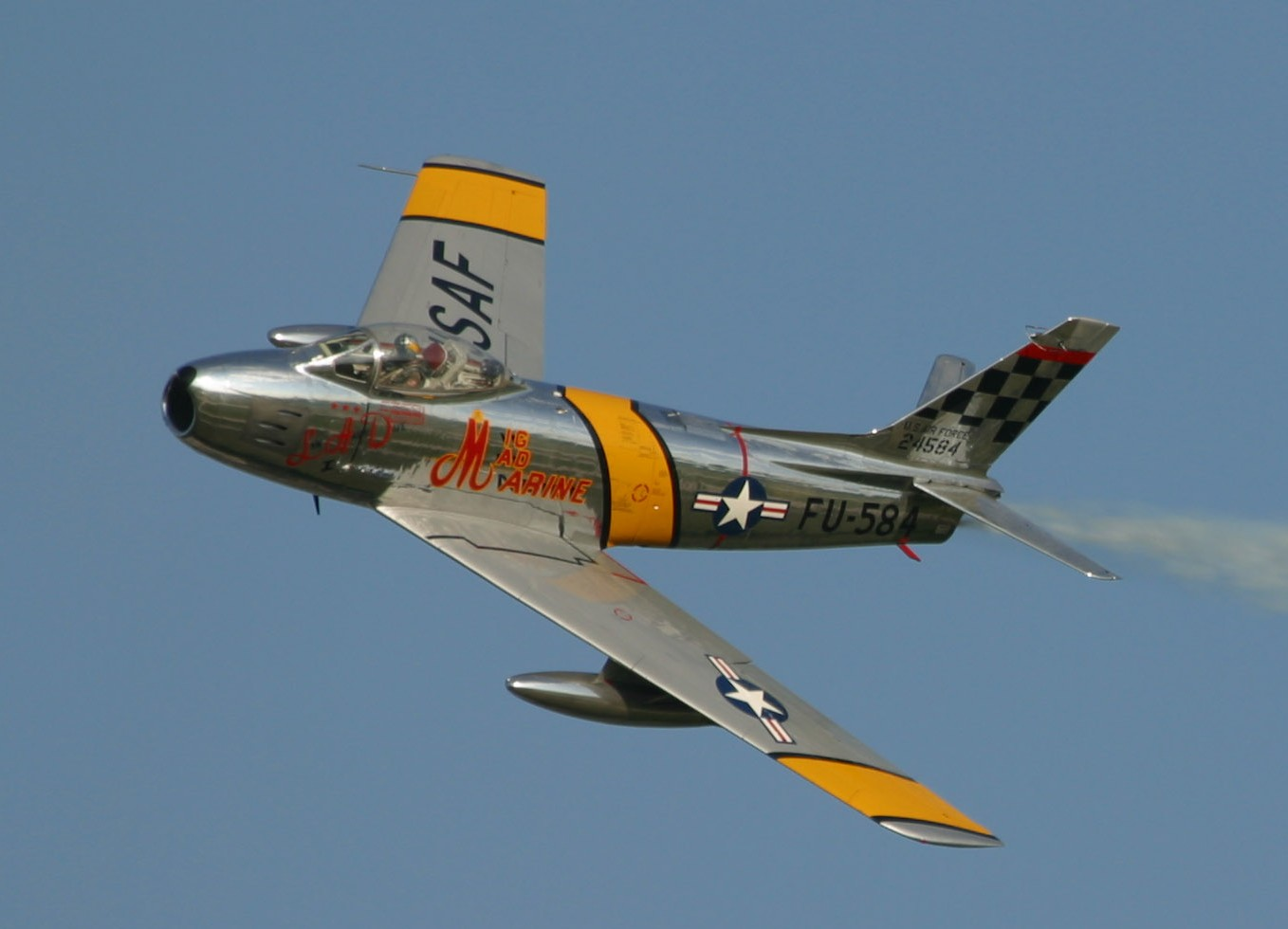
F-86 Sabre en 2003 imitando el aparato de John Glenn. El modelo de la North American puso en práctica las experiencias obtenidas tras la Segunda Guerra Mundial.

Durante la Segunda Guerra Mundial los aviones cobraron una importancia decisiva, casi predominante durante todo el conflicto. En la batalla de Midway las dos flotas nunca llegaron a verse. Los aparatos embarcados fueron los que libraron todos los combates (Healy, 1994). Sin embargo, aquellas aeronaves eran muy limitadas y daban muchos problemas. Una de las grandes limitaciones de modelos como el Mitsubishi A6M Zero era su motor de pistones. (Healy, 1994, p. 35) Por mucha potencia que proporcionara su planta motriz, las aspas solo podían empujar hasta una velocidad determinada, los cilindros corrían el riesgo de griparse por el calor generado en la explosiones, y también se podía producir el picado de bielas, se necesitaba refrigeración y engrase constantemente... Además un motor de combustión interna se compone de pistones, cigüeñal, bujías y muchas otras partes, todas ellas necesitadas de suministros, revisiones periódicas, sustituciones... Cuantas más piezas y componentes tenga un ingenio, más problemas dará, más grandes serán sus necesidades de mantenimiento y más vulnerable resultará frente a las averías.
El motor de reacción cuenta con muchos menos componentes. Al ser más simple su funcionamiento también es más sencillo. Como tercera ventaja aparece su capacidad de superar los 0.6 o 0.8 mach, límite para la propulsión por aspas (Oñate, 2005, p. 84). Todos estos aportes no constituyeron ningún descubrimiento; las ventajas de la reacción eran conocidas varios años antes de volar los primeros reactores. Lo que no se conocía eran los materiales que pudieran resistir la corrosión y las grandes temperaturas producidas en la combustión (Oñate, 2005, p. 86). Cuando dichos materiales estuvieron disponibles, a mediados de los años cuarenta, pudieron surgir los primeros reactores. Aparatos como el Heinkel He 178 marcaron un camino claro de por dónde irían los futuros diseños.
Para desarrollar todo su potencial y ser netamente superiores a los modelos impulsados por hélices, los nuevos aparatos necesitaban una configuración diferente de las alas, entre otras mejoras. Máquinas como North American F-86 Sabre o el MiG-15 contaban con un motor central y alas en flecha, lo que las hacía más maniobrables, más rápidas y también más fiables que el famoso Supermarine Spitfire, por ejemplo. Así podían ejecutar acciones que resultaban imposibles hasta entonces, como romper la supuesta barrera del sonido en picados muy extremos (Hawkes, 1992, p. 193). Sería la semilla de cazas posteriores.

### Tras la guerra de Corea

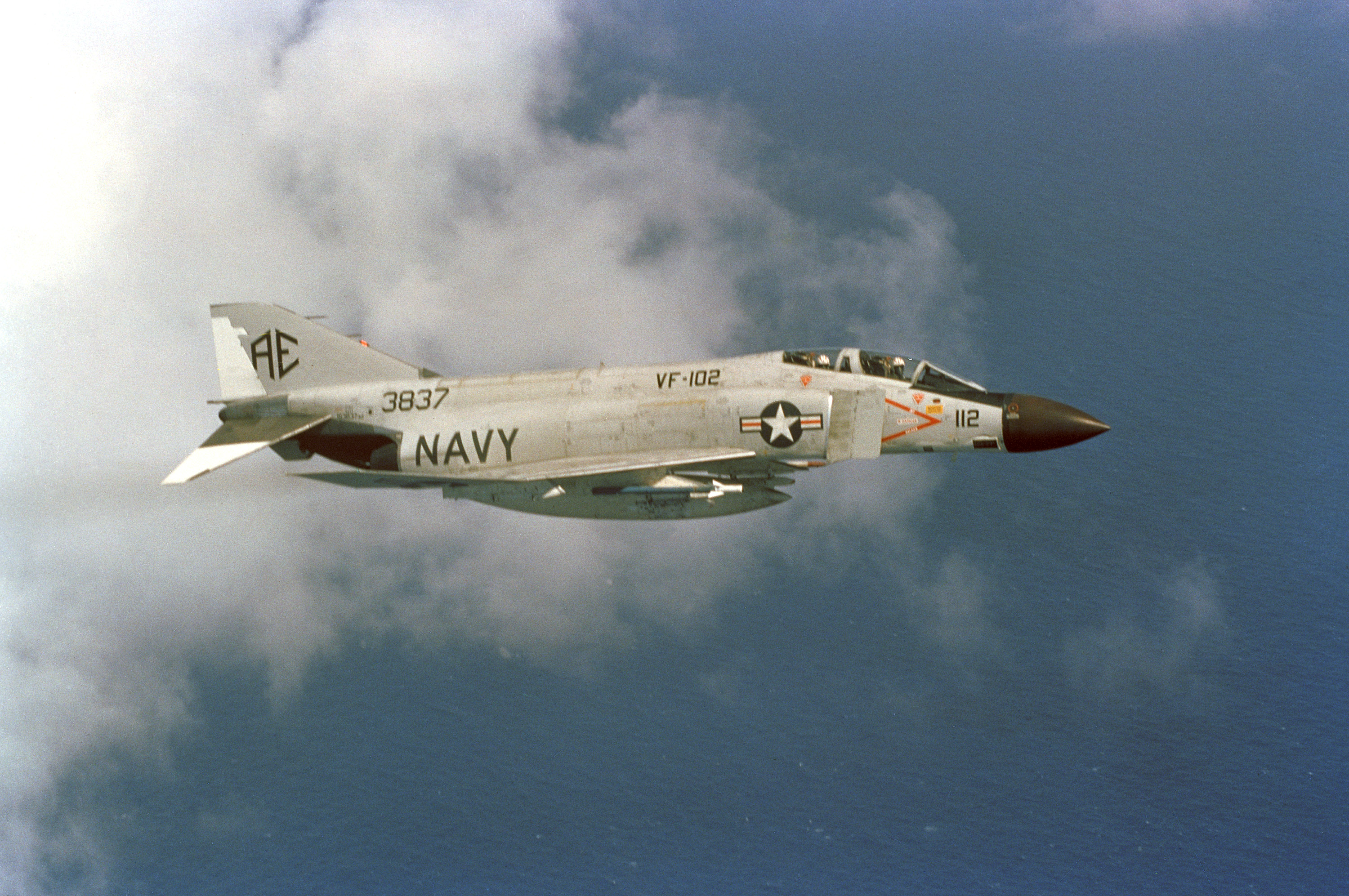
McDonnell Douglas F-4 Phantom II en el Caribe

El conflicto entre las dos Coreas supuso el inicio de la consideración de los reactores como principales aviones de caza. En esa contienda y en todas las posteriores, Estados Unidos se impuso en el aire. Su superioridad era notable por lo que se refiere al entrenamiento de sus pilotos, mantenimiento de las aeronaves y capacidad industrial para suministrar siempre piezas y componentes en buenas condiciones. Sin embargo, Juan Antonio Guerrero (1984, p. 81) indicaba, ya en los años ochenta, los problemas sufridos por los pilotos de la USAF para imponerse a los MiG-15. Según Guerrero, el diseñador y piloto en Corea Clarence "Kelly" Johnson salió con el deseo de no volver a sufrir dificultades como aquellas. En la Lockheed Corporation logró poner en marcha aviones como el Lockheed F-104 Starfighter, un buen ejemplo de las soluciones puestas en práctica por Johnson para solventar los defectos y limitaciones encontrados en Asia: motores mucho más potentes, velocidades punta que superaban varias veces la del sonido, gran capacidad de trepada... Además de portar una cantidad de armas superior a las montadas por aparatos como el F-86 Sabre. Por supuesto, los soviéticos desarrollaron su rival, el MiG-21, un aparato muy longevo que sería modernizado varias veces (Maíz, 2005b, p. 36).
Otro importante cambio vino de las mejoras tecnológicas. En los grandes fuselajes diseñados por Kelly podían instalarse radares más capaces que los añadidos a los modelos anteriores. Richard A.Bitzinger (2009, p. 307) subraya que los primeros RADARs ya se incluían en algunos ejemplares del Sabre para misiones nocturnas. Pero los fabricados para el F-4 Phantom poseían el llamado impulso doppler, con lo cual podían guiar a sus misiles como ningún avión lo había hecho hasta entonces. Además, Estados Unidos era el único país que poseía esa tecnología. Con estas ventajas se consideraba que los combates en el aire ya no seguirían las mismas pautas existentes desde los tiempos del Barón Rojo. Tanto es así, que del proyecto para fabricar el F-4 Phantom se retiraron los cuatro cañones planificados, indica Prado (1984, p. 39). Otras naciones siguieron unas directrices parecidas, diseñando aeronaves con potentes motores y grandes prestaciones, como Francia con el Dassault Mirage III (Prado, 1984, p. 11) y Suecia con Saab 35 Draken (Prado, 1984, p. 66).
En este momento surge la primera discrepancia sobre las generaciones. Para Peter Davies (2009, p. 28) el McDonnell Douglas F-4 Phantom II forma parte de la segunda generación, producto de las experiencias coreanas. Para Bitzinger (2009, p. 307) ese modelo pertenecería a una tercera. Por último Slane (2010, p. 77) lo deja en la frontera, pues fue diseñado y voló por primera vez en 1958, pero entró en servicio en 1960, fecha marcada por Slane como divisoria entre generaciones.

### Tras la guerra de Vietnam

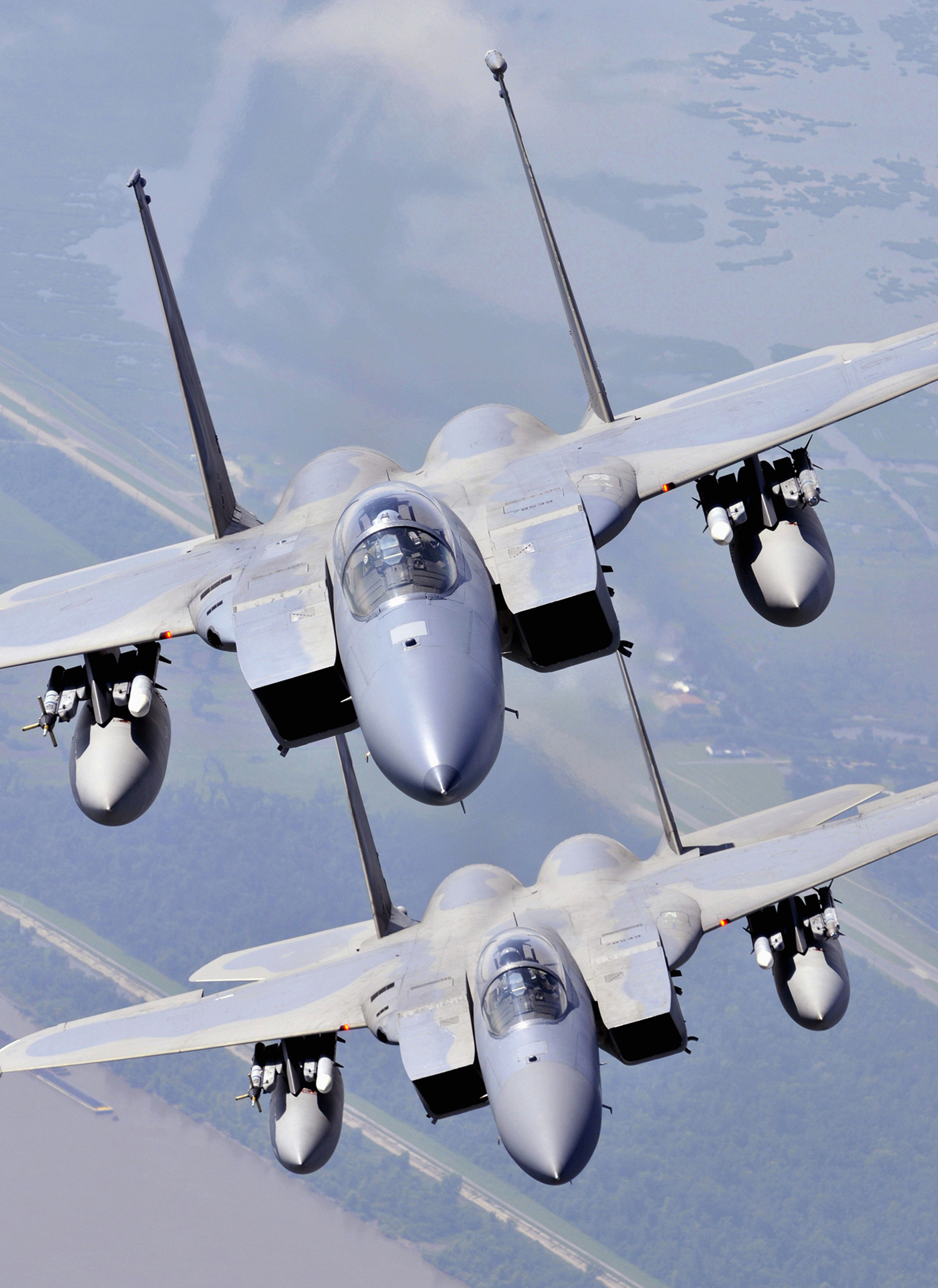
McDonnell Douglas F-15 Eagle fotografiados en Luisiana

Sobre los cielos de Vietnam del Norte se pusieron a prueba las soluciones emprendidas por Kelly Johnson y otros diseñadores para no repetir lo ocurrido en Corea, pero los resultados no fueron buenos. En numerosos combates los misiles no alcanzaban la precisión esperada, eran esquivados o se perdían. Los pesados y grandes aparatos norteamericanos se mostraban incapaces de maniobrar con suficiente agilidad y sus cubiertas de la carlinga no permitían ver fácilmente, o no permitían ver en absoluto, lo que tenían debajo ni detrás. De nuevo, Estados Unidos volvió a imponerse, pero a costa de numerosas pérdidas, llegándose incluso a contabilizar hasta dieciocho aparatos propios perdidos para conseguir derribar cinco MiG-21 (Nalty, Neufeld y Watson, 1984, p. 47).
Ante situaciones como las experimentadas en el sureste asiático, el Congreso de los Estados Unidos canceló el F-111B en 1968 y contrató el desarrollo de nuevos aviones que pudieran imponerse por sus propias características, no solo por un mejor mantenimiento, más misiles y la capacidad industrial para repararlos o reemplazarlos. Fueron varios los modelos diseñados para cubrir necesidades como avión embarcado, interceptador o cazabombardero.Prado (1984) especifica varios casos:
- En enero de 1969 se asignó el contrato para la fabricación del Grumman F-14 Tomcat a la empresa que cambiaría su nombre por el de Grumman Aerospace Corporation.
- En diciembre de 1969 la McDonnell Douglas Corporation ganó la convocatoria para llevar a cabo el programa FX, del que saldría el McDonnell Douglas F-15 Eagle.
- En abril de 1972 la General Dynamics comenzó los trabajos para crear un nuevo avión que terminaría siendo el Lockheed Martin F-16 Fighting Falcon. Un caza-bombardero pensado para la exportación y como sustituto más económico del F-15.

Todos estos modelos tenían en común la carlinga de burbuja, para ver por detrás y por debajo, una maniobrabilidad mucho más grande que diseños anteriores, la capacidad de disparar a otras aeronaves en una cota inferior a la suya y la posibilidad de atacar al suelo no solo con sus ametralladoras o cañones, incluso en cazas genuinos como el F-15 (Prado, 1984, p. 46). Se volvió a introducir el armamento fijo y a instruir a los pilotos en el combate aéreo, todo para no depender tanto de los misiles. Instituciones como la Escuela de Armas de Combate datan de aquellas fechas.
En esta ocasión, otras naciones se adelantaron a las concepciones estadounidenses. Así, Dassault hizo volar su Mirage F-1 en 1966, y SAAB desarrolló su Saab 37 Viggen en 1967. Ambos siguieron, en mayor o menor medida, la idea de gran maniobrabilidad y capacidad de atacar al suelo (Prado, 1984). Algo similar, pese a llevar unos años de retraso, hicieron los soviéticos con aparatos como el Mikoyan MiG-29 y el Sukhoi Su-27, modelos con carlinga en burbuja y una maniobrabilidad incluso superior a los occidentales, hasta el punto de poder realizar la maniobra cobra. Estos serían los aviones de tercera o cuarta generación; no existe consenso entre autores.
No todos, pero sí muchos de los modelos listados antes fueron probados en combate durante los años ochenta y noventa del siglo XX, obteniendo lecciones valiosas. Como se ha indicado, en esta ocasión las aeronaves estadounidenses demostraron ser superiores a los MiG-21, MiG-23 y MiG-25 en el Líbano. No así los Mirage F-1 contra los MiG en Angola (Ross, 2006, p. 191). Pero en los cielos de África se constató una nueva necesidad. Rubén Jiménez Gómez (2008, p. 45) recoge la experiencia de los pilotos cubanos, quienes eran guiados por los controladores aéreos desde tierra y por radio. Resultaba palmaria la necesidad de compartir y mostrar toda la información disponible cuando fuese necesaria, de la forma más rápida y precisa posible.

### La informática, la telemática y los materiales compuestos

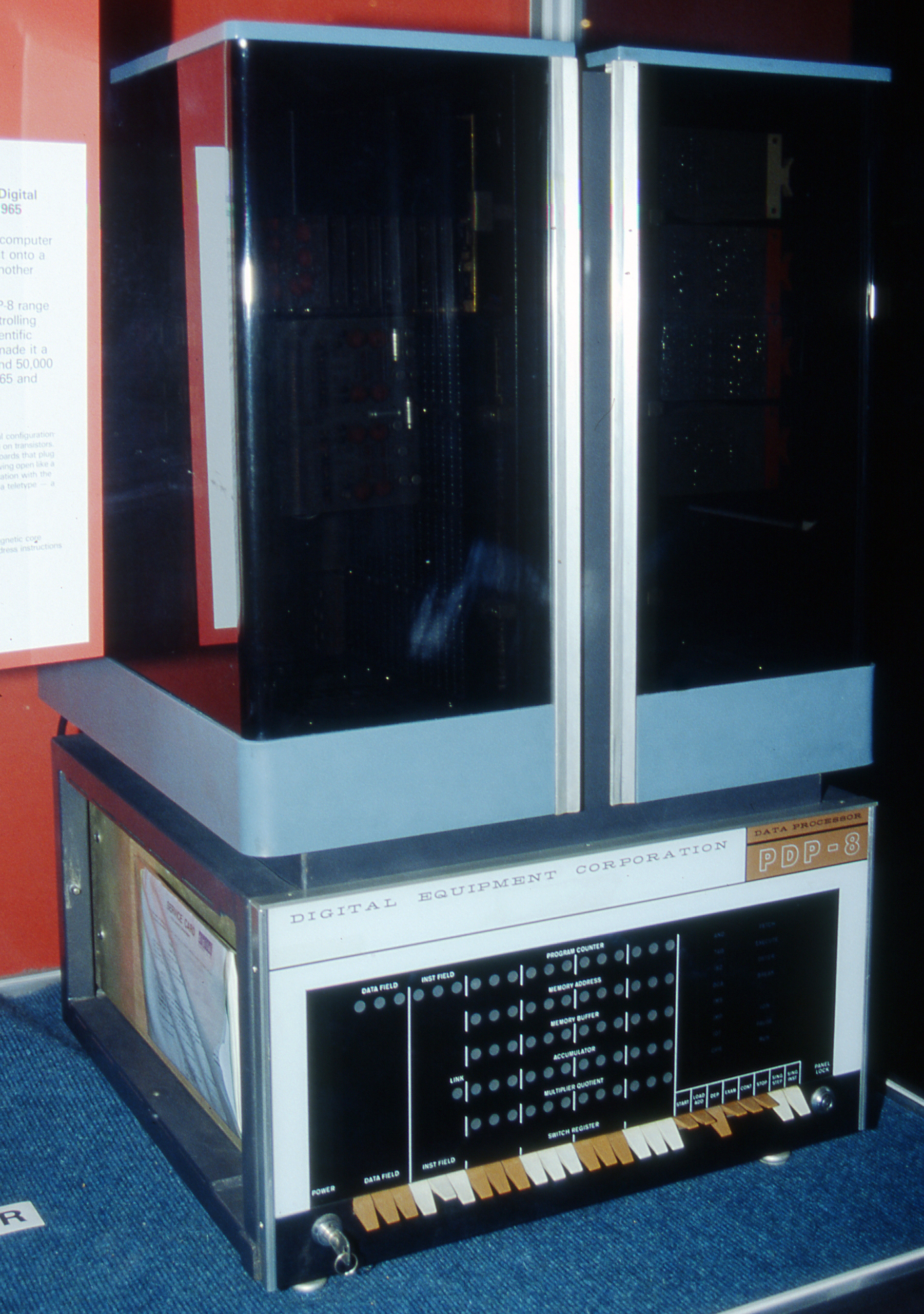
El PDP-8, una computadora de tercera generación con un tamaño difícil de instalar en un caza.

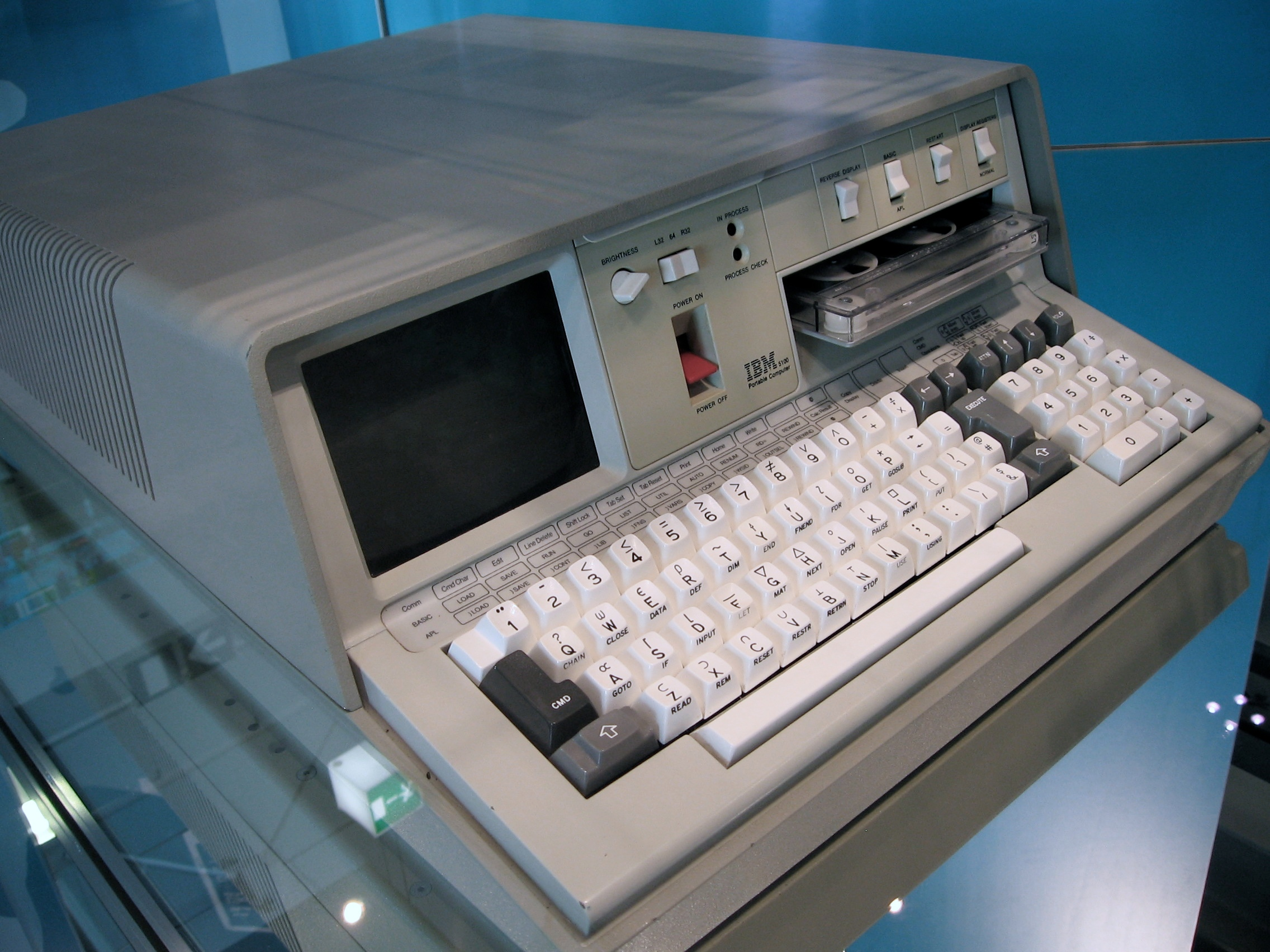
IBM 5100, computadora de cuarta generación. Máquinas como esta sí cabrían en un pequeño avión.

Enfrentamientos como los vividos en Angola resaltaban la dificultad de los pilotos para conseguir informes de otros aviones, unidades terrestres o navales, centros de mando y control o satélites. Algunos datos podían comunicarse por radio, pero conllevaba una pérdida de tiempo, de precisión y siempre una presentación incompleta o desfasada. No se conseguía terminar con la sensación de que los campos de batalla son un auténtico desorden, sensación que han tenido los soldados quizá durante toda la Historia. Con la implantación de la segunda y tercera generación de ordenadores se trató de corregir esto. Nicholas Negroponte (1995) comentaba los intentos en la US Navy por introducir todos los datos disponibles en una computadora embarcada con el fin de procesarlos y devolver una respuesta por papel o por pantalla, presidiendo el mapa naval. Pero ello suponía una pérdida considerable para los marinos, al verse privados de un elemento de gran utilidad para ellos, con el que interactuaban y visionaban el escenario. Para lograr un auténtico campo de batalla virtual se requería reunir toda la información situacional de una manera mucho más rápida, precisa y, sobre todo, ser mostrada de una forma útil.
A principios de los años setenta se consiguió la miniaturización de los circuitos integrados, logrando computadoras mucho más pequeñas, ligeras, con menor consumo energético y gran capacidad de cálculo (Rodríguez Herrera, 2011, p. 86). En el MIT llevaban desde 1959 trabajando con máquinas como el PDP-1 para conseguir distintas presentaciones en pantalla (Rodríguez Herrera, 2011, p. 86). Los cazas necesitaban algún tipo de control centralizado porque, los distintos sistemas de un avión reportaban su información al piloto por medio de dispositivos mecánicos o a veces electrónicos, pero cada uno individualmente, con su propia caja de control y su instrumento indicador. Esta variedad requería de mucho trabajo por parte de los pilotos para estar atento y controlar todos y cada uno de los sistemas. La integración comenzó reflejando la información en un único instrumento y después controlándolos todos con una misma caja. Pese a ello, se hacía necesario el paso final que integrara los diferentes medios en un solo dispositivo (Cuadrado, 2006, p. 26).
Otro de los componentes que haría posible las "rapaces del futuro", en frase de Juan Antonio Guerrero (1988, p. 4 y 5), serían las redes informáticas y sus correspondientes conexiones, en especial las inalámbricas. Pese a que trabajar en red es algo antiguo, lo que se necesitaba era poder conectar computadoras diferentes entre sí. En 1969 se adjudicó el concurso para conseguir que computadoras distintas y físicamente separadas pudieran compartir información, a continuación seguiría por el desarrollo de protocolos para enviar y recibir esa información. Así varias máquinas se podían conectar al mismo tiempo y compartir distintos tipos de ficheros, textos y otros datos (Rodríguez Herrera, 2011, p. 185).

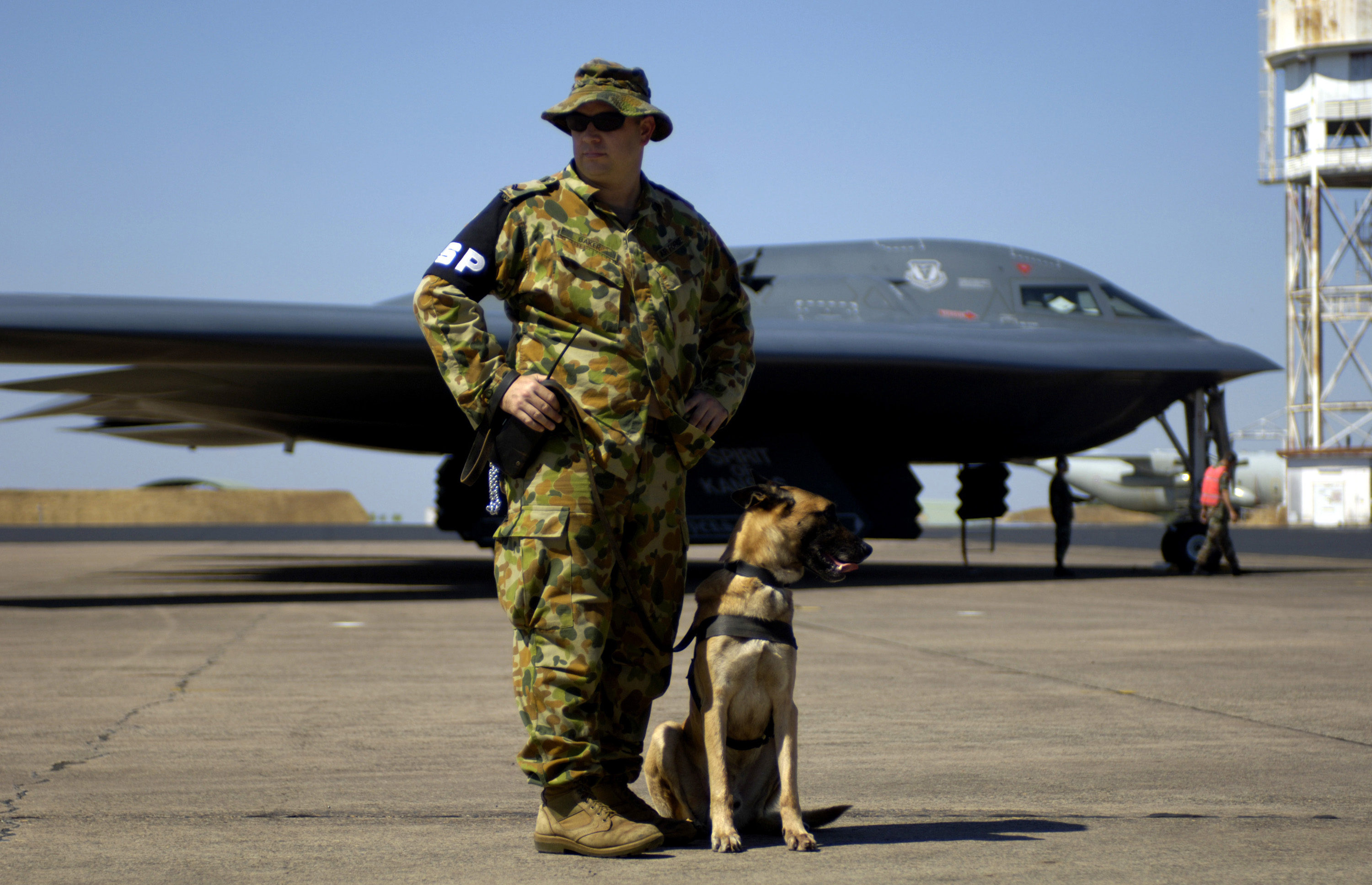
Northrop Grumman B-2 Spirit vigilado en la Base Darwin, Australia. El carácter clasificado de la tecnología furtiva ha levantado gran cantidad de rumores y un aura casi legendaria.

Por otra parte, en los años setenta y ochenta ya se conocían varias técnicas y materiales para disminuir los reflejos frente al radar o firma electromagnética (SCR por las siglas de Radar Cross Section) (Guerrero, 1985). Aeronaves como el Lockheed SR-71 o el Rockwell B-1 Lancer habían demostrado lo útil de los fuselajes redondeados para dispersar las ondas y devolver al emisor menos energía. Por su parte, máquinas como el F-15 reducían su firma electromagnética al portar tanques externos conformados con el fuselaje y no suspendidos bajo las alas. Por último, numerosos científicos, técnicos y empresas, investigaban con nuevos materiales compuestos desde antes los años sesenta. Uno especialmente útil era y es la fibra de carbono, Esta fibra se demostró eficaz convirtiendo parte de la radiación electromágnética en calor. De la ferrita se conocían sus calidades de absorción incluso frente a saltos de frecuencia (Guerrero, 1985, p. 8). También mostraban propiedades parecidas derivados del estaño, del níquel y del bario. Estos derivados podían combinarse para hacer aún más invisibles las superficies de los aviones (Cuadrado, 2005).
Existen dudas sobre qué modelo comenzaron los experimentos. Una hipótesis es el Lockheed F-19 Aurora, proyecto que desarrolló o trató de desarrollar o planificó desarrollar el primer avión furtivo. En este caso, la administración Reagan y el Congreso de los Estados Unidos destinaron 1.200 millones de dólares a un proyecto definido en un solo documento oficial con dos palabras: "Proyecto Aurora" (Guerrero, 1985). Esfuerzos tan secretos y con tantos recursos como este contribuyeron a crear una aureola casi legendaria sobre la capacidad furtiva. La poca información existente por ser un tema clasificado originó muchos rumores, los cuales ayudarían después a la mitificación del término "furtivo" (stealth en inglés). De la mitificación a sobrevalorar los aparatos con esta capacidad va un paso, según (Cuadrado, 2005). Esto es importante para la posterior popularización del concepto "quinta generación".

## Posibles criterios de clasificación
Resulta difícil, por no decir imposible, encontrar consenso entre los autores sobre qué cazas integran esta o aquella generación, más allá de los primeros reactores. Pese a todo sí existen clasificaciones más o menos repetidas:

### Clasificación Näsström
Un intento por agrupar los distintos modelos se basa en los objetivos para los que fueron diseñados, teniendo en cuenta las necesidades.Keijsper (2003, p. 9) recoge la siguiente: la primera generación la integrarían aviones como el F-86 Sabre o el MiG 15. La segunda se caracterizaría por disponer de medios analógicos para disparar las armas y operar la aviónica, además de incrementos en la velocidad y la aceleración. Esta segunda generación la integrarían según Näsström el F-4 Phantom o el J 35 Draken. La tercera se caracterizaría por realizar varias de las funciones anteriores con sistemas digitales, caso del F-16, el F/A-18, el MiG-29 o el JA 37 Viggen. Por último, los cazas de cuarta generación enviarían toda la información de todos los sistemas y dispositivos existentes en el avión a una única computadora, con una única base de datos que, por tanto, podría recibir y ofrecer informes en un número sin fin de combinaciones; por ejemplo, los necesarios para tomar tierra en el HUD solo en el momento del aterrizaje, los referentes al estado de las piezas se mostrarían en maletas conectadas al fuselaje solo con el avión en tierra, los del radar en el casco del piloto durante el vuelo, etc. Esta cuarta y última generación la inauguraría JAS 39 Gripen, y el más avanzado de la misma sería el F-22 Raptor (Keijsper, 2003), estando también en ella el Rafale, el Typhoon y el F-35.
Esta clasificación se debe, según Keijsper (2003, p. 9), principalmente al general Staffan Näsström y presenta el problema de colocar al JAS 39 Gripen o el Eurofighter Typhoon junto al F-22, el cual posee ventajas únicas como los motores con toberas orientables o la capacidad furtiva. Además, no todos los autores comparten que tal o cual avance marque una nueva generación. Así, el ya citado Bitzinger (2009, p. 307) considera que el radar con impulso doppler constituye una ventaja suficiente como para ubicar al F-4 Phantom en un nivel generacional superior al del MiG-21. De la misma forma que recoger y procesar toda la información del aparato en una única computadora lo considera una ventaja, pero no suficiente como para marcar un salto generacional. A los modelos con esta innovación, Bitzinger y otros autores los llaman de "cuarta generación y media", generación 4+ o generación 4.5.

### Clasificación según las sustituciones
Otra solución es considerar que cada nuevo modelo constituye una generación diferente. Para Estados Unidos la primera sería la del F-86 Sabre, la segunda la del F-4 Phantom, la tercera la integrada por aparatos como el F-15, la cuarta por el F-117 y la quinta por el F-22 Raptor. Esta clasificación es sencilla, pues solo necesita seguir el orden cronológico; sin embargo presenta la duda sobre si tal o cual modelo puede considerarse sustituto de otro. Así, surge la duda de si el F-117, que no suele portar armamento para derribar a otros aviones, puede ser considerado el sustituto del F-15 o más bien se trataría de un bombardero ligero. Además, si una máquina sustituye a otra o no depende también del autor consultado; según Bitzinger (2009, p. 307) el F-4 Phantom sucedió al F-104, para Davies (2009, p. 28) no. Otra pega estriba en que la idea de reemplazar un modelo por otro acarrea complicaciones, porque a veces se produce lo contrario, es decir, un aparato más antiguo modernizado sustituye a otro más nuevo. Lo hizo la República Checa con sus MiG-21 modernizados que "jubilaron" a los MiG-29, no tan eficientes pese a los más de treinta años que los separaban (Maíz, 2005b, p. 36). Un tercer factor estriba en los dispares resultados que pueden llegar a presentar. Siguiendo este concepto, el F-22 Raptor sería un caza de octava generación, pues antes que él aparecieron el F-117 Nighthawk que la USAF cataloga como caza, el F-15 Eagle, el F-4 Phantom, F-104 Starfighter, F-100 Super Sabre, F-86 Sabre y el P-80.

### Clasificación según las características
Otra forma para clasificar a las distintas aeronaves en diferentes generaciones se basa en las propiedades que reúnen.Slane (2010, p. 77) lo hace así cuando afirma en su informe oficial para el Congreso de los Estados Unidos. Según él, los cazas de la quinta generación son los que poseen una combinación de características, pero no explica cuantas forman la combinación, ni si alguna es imprescindible o más importante que las demás. Por otra parte, el conjunto de características depende de cada autor.O.F. (2010, p. 16 y 17) considera nueve,Slane (2010, p. 77) cita siete,Corral (2010, p. 36) habla de cinco,Pierrot y Vines (1997, p. 15) solo una, y se puede seguir con otras fuentes. Aumentando aún más las discrepancias, es posible leer dos autores que coinciden en el mismo número, pero no sobre cuales deben ser esas capacidades, caso de Corral (2010, p. 36) y de Briganti.
Un problema más de la clasificación por características son los aparatos modernizados, es decir, aquellos a los que se les aplica una serie de cambios en radar, aviónica, computación, propulsión... que los dota de aptitudes muy superiores a las poseídas cuando salieron de la cadena de montaje (Maíz, 2005b, p. 36). Un ejemplo muy comentado es el caso del F-16 bloque 50 y sus sucesores, o del Boeing F/A-18 Super Hornet, ambos encuadrados por Gunston (1984) en los cazas del siglo XXI.

## Características de la quinta generación
Como se ha repetido, no existe un acuerdo sobre los requisitos que distinguen la quinta generación de las anteriores. Pese a esa falta de consenso, generalmente se han considerado los siguientes:

### Integración de sensores e información

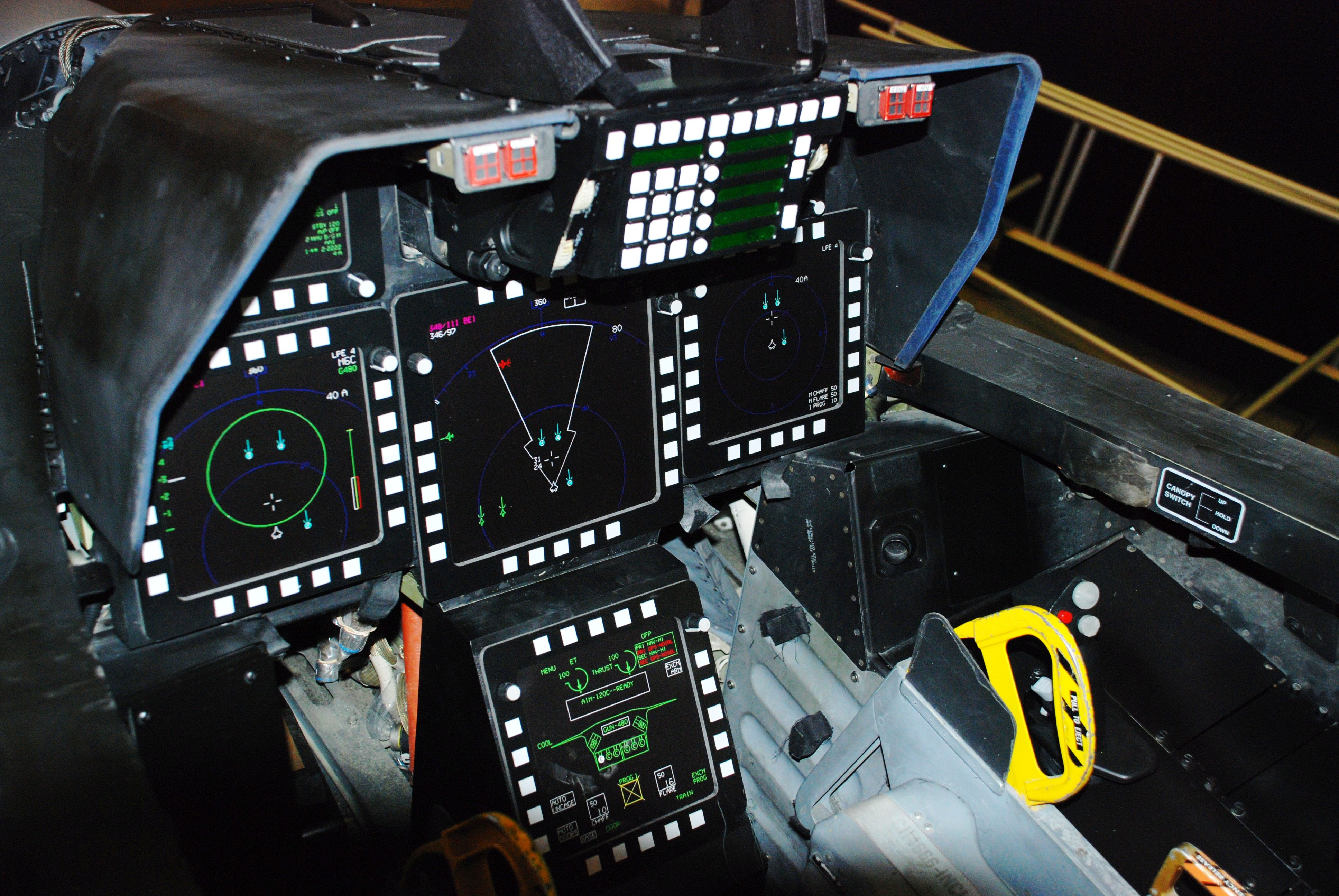
Cabina de un F-22 Raptor, diseñada para mostrar solo la información necesaria de la forma más sencilla posible.

Los aparatos cuentan con un cerebro electrónico que recoge los datos de distintas fuentes como:
- Múltiples sensores que realizan test periódicos en distintos elementos y sistemas del avión, envían los resultados al ordenador central para mostrar deficiencias, averías, desgastes... Esta capacidad agiliza y abarata el mantenimiento (Keijsper, 2003, p. 92).
- El radar transmite las señales recibidas para ser procesadas por la computadora del caza e indicar la presencia de posibles enemigos o amigos. Dicha información puede completarse con altura, rumbo, velocidad...
- Varios sensores pueden informar automáticamente de si están siendo buscado por un radar, si lo han localizado o si lo están apuntando.[1]
- El GPS reporta los datos a la computadora para mejorar la localización propia y de los objetivos, incluso en condiciones atmosféricas adversas.

Todos estos sistemas, y otros, pueden reportar la información a cualquier dispositivo, como monóculos, viseras en el casco, HUD, sobre las nubes o el cielo, HDD en la cabina, alertas sonoras o en maletas conectadas en tierra (Keijsper, 2003). La integración de sistemas permite también cierta escalabilidad. La computadora central podría recibir información sobre el peso, la gravedad, el combustible y muchas otras variables, para contribuir al control de vuelo, manejar las toberas o limitar los parámetros en envolventes, enfatiza Cuadrado (2006, p. 23). Pese a todos los esfuerzos, el autor hace hincapié, desde un principio, en que los sistemas más avanzados siguen sobrepasando en algunas ocasiones la capacidad del piloto para manejar todo ese volumen de datos.

### Capacidad de operar en red
Las aeronaves cuenta con un enlace de datos, data link en inglés, con capacidad para enviar y recibir cualquier dato adquirido por máquinas conectadas a la red inalámbrica. Así, otros radares pueden completar al del caza con sus datos sobre la presencia de aparatos localizados a cientos o miles de kilómetros y otras aeronaves pueden reportar las armas que les queda, el combustible restante, su rumbo y velocidad... Según Keijsper (2003), los receptores y emisores pueden ser cualquier ingenio dotado del enlace necesario y en cualquier número. Los enlaces de datos no constituyen ninguna novedad, el Saab 35 Draken ya incorporaba uno (Keijsper y 2003, 89-90). Lo que se incrementa en la quinta generación es la capacidad y precisión de dichos enlaces. Esto aporta la ventaja de formar el campo de batalla virtual, donde cada una de las unidades emplazadas en el terreno contribuye a determinar la situación.
Esta capacidad de recibir información puede hacerse por otros medios, no solo utilizando el enlace de datos. Las cabinas permiten cargar archivos transportados en un dispositivo USB o por periféricos como las maletas de mantenimiento. Así se llevan mapas u órdenes de misión en pequeños dispositivos, en lugar de acarrear con papeles u otros procedimientos más voluminosos y más tediosos. Este potencial de cargar información se considera, en ocasiones, como una característica independiente (O.F., 2010, p. 17).

### Gran maniobrabilidad

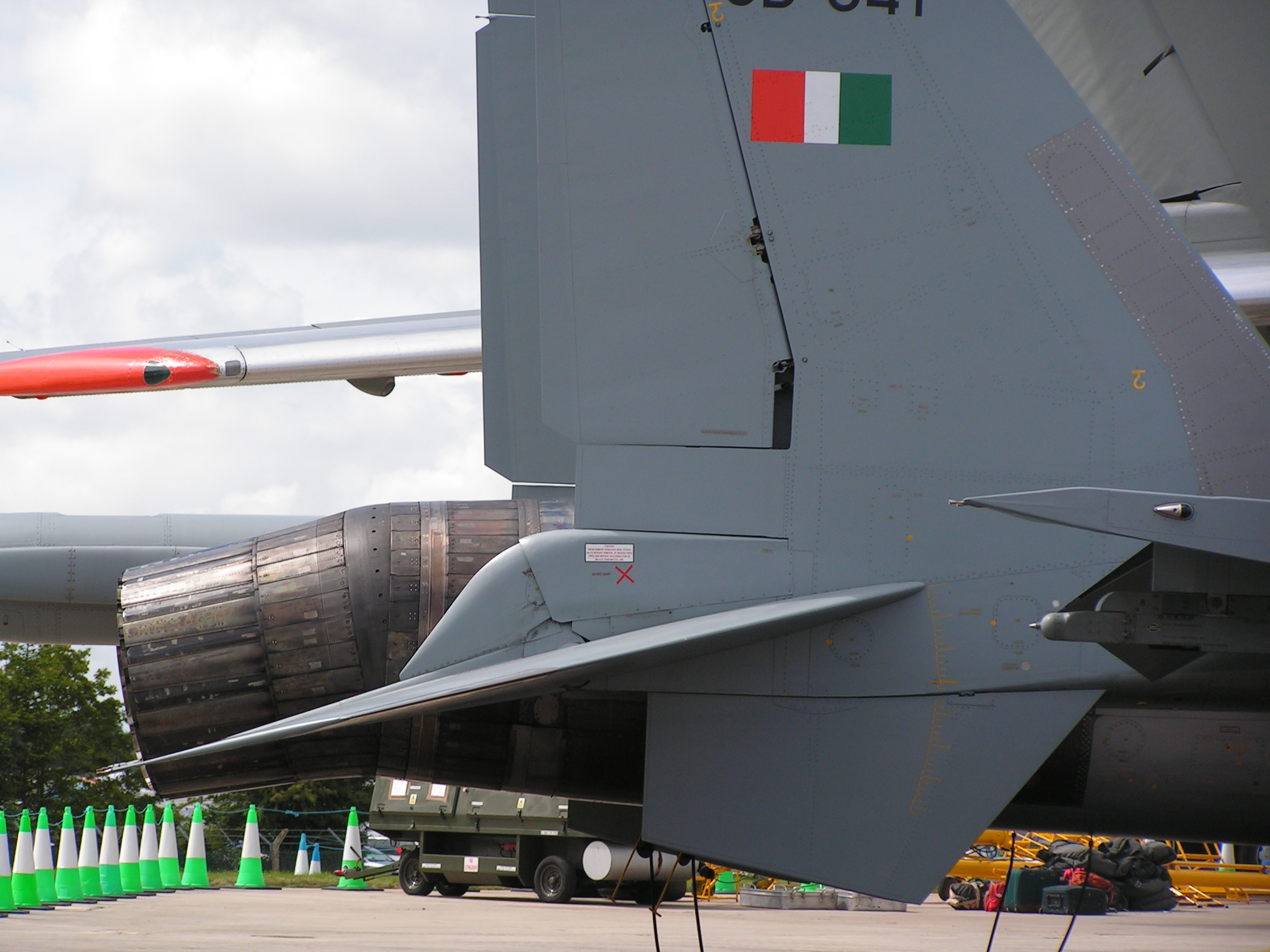
Motor de empuje vectorial de un Su-30MKI

Tras la experiencia vietnamita, los cazas ya fueron diseñados para ser mucho más ágiles; quizás el sueco Viggen inauguró esta tendencia (Gribbe, 2008, p. 9). Sin embargo, cuando se habla de quinta generación, "gran maniobrabilidad" se refiere a realizar maniobras extremas con seguridad para el aparato y para el piloto, ya que los aviones del siglo XXI pueden ir más allá de la resistencia física humana. Para lograr esto, en primer lugar el avión contará con la capacidad estructural y la potencia suficiente para realizar giros antes muy difíciles o imposibles. En segundo lugar, los distintos programas informáticos para el control de vuelo deben ir restando capacidad de gobierno al piloto según la maniobra se haga más complicada y/o peligrosa, pero el piloto nunca perderá del todo el control. Por último, los mandos deben responder y ser lo bastante manejables como para recibir correctamente las órdenes.
En las especificaciones de muchos de estos cazas figura el contar con capacidad de aterrizar y despegar en pocos cientos de metros, desde portaaviones e incluso en pistas no preparadas, lo que puede requerir el uso de toberas de empuje vectorial 2D, arriba y abajo. Otra salvedad incluida en algunas especificaciones es no sufrir pérdidas de altura en los giros. Al inclinarse para cambiar de rumbo las aeronaves pierden sustentación y, consecuentemente, altura. La gran maniobrabilidad evita o disminuye considerablemente dicho problema, ya que los planos canards o la orientación de los motores compensa la pérdida de sustentación (Guerrero, 1988, p. 7). Una capacidad así puede hacer necesario el uso de toberas 3D, arriba y abajo más izquierda y derecha, con todos los demás puntos intermedios.
Los reactores con empuje vectorial suponen una gran ventaja, por ejemplo para los aviones embarcados en portaaviones que no cuentan con catapulta. Para su desgracia, la cantidad de piezas necesarias para el movimiento de las toberas convierte a estas plantas motrices en una fuente de problemas durante su funcionamiento y mantenimiento. Algo parecido, pero en menor medida puede decirse de los planos canard. Las empresas estadounidenses optaron por el empuje vectorial para obtener las supermaniobrabilidad, los fabricantes europeos por los canard's (Keijsper, 2003).

### Supercrucero
Las aeronaves cuentan con motores especialmente potentes, capaces de traspasar la barrera del sonido y mantener el vuelo supersónico a plena carga sin usar postquemadores (Corral, 2010, p. 36). Esto supone trabajar mucho más sobre la eficiencia del turborreactor, para conseguir optimizar la relación empuje conseguido por litro de combustible quemado. La capacidad de supercrucero se vuelve todavía más difícil en aviones furtivos porque las formas angulosas necesarias para no reflejar mucho las ondas de radio los hacen menos aerodinámicos, indicaba Cuadrado (2005).
La ventaja del supercrucero es doble. Por un lado, los aviones consumen menos combustible con la misma o incluso más velocidad. Esta mayor eficacia permite ampliar su radio de acción y su autonomía sin necesidad de recurrir a depósitos bajo las alas o el fuselaje, disminuyendo así la firma radar, o dejando más soportes libres para transportar armas. En segundo lugar, disminuye su vulnerabilidad, al no emitir una señal infrarroja tan fuerte como lo hace un chorro que haya sido calentado dos veces, una por el quemador principal y una segunda por el segundo quemador, que además está casi en la salida de gases.

### Multipropósito

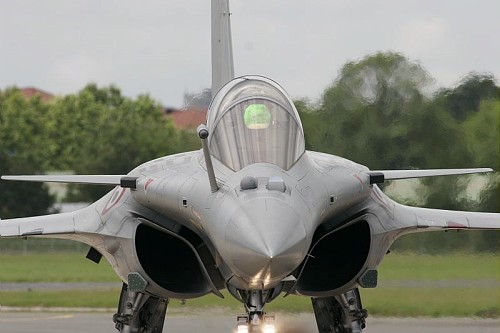
El Rafale B durante Paris Air Show 2007. Este avión es uno de los más polivalentes.

Esta peculiaridad es recogida por Slane (2010) o Bitzinger (2009). En principio, consistiría en fabricar aparatos capaces de, al menos, derribar otros aviones y atacar al suelo con armas antiblindados, antirradar y antibunker. Con esto se optimiza más el avión y, por tanto, se amortiza mejor.
Así, Suecia descartó el proyecto A-20 y en los requerimiento del Grippen se incluyeron, desde los comienzos, el poder desempeñar los papeles de caza, ataque y observación. Además, se contemplaba dentro del concepto de "ataque" todos los requerimientos de cableado y programación necesarios para disparar misiles antibuque, las capacidades para operar en ambientes marinos, más corrosivos que los terrestres, y prever la supervivencia del piloto en el agua tras un accidente (Keijsper, 2003). Por su parte, el estadounidense F/A-22 sufrió un cambio de nombre, añadiendo la "A" para indicar su vertiente de ataque al suelo (Maíz, 2005, p. 21). Más precisos aun eran los objetivos para el F-35, avión que debería cumplir misiones de caza y apoyo a una fuerza embarcada, entre otras. Así la USAF tuvo su versión y la US Navy otra para operar desde portaaviones y el Cuerpo de Marines de los Estados Unidos otra más, con despegue y aterrizaje vertical. Todas ellas compartirían un 80% de piezas comunes (Maíz, 2006).
Aún mayores objetivos perseguían los distintos Rafales, para quienes estaban previstas las capacidades del Grippen más las de los modelos estadounidenses, incluida la de avión embarcado. Pero además añadía las protecciones y recubrimiento en el cableado y los dispositivos de a bordo para llevar a cabo con éxito ataques nucleares. Todo ello con un porcentaje muy grande de piezas comunes a todas las versiones.

### Radar activo de barrido electrónico
Los radares activos de barrido electrónico (A.E.S.A. por sus siglas en inglés) son más avanzados que los de barrido mecánico y presentan varias ventajas:
- Al ser fijos no necesitan un plato captador de ondas y un guía de ondas que giren para recibir y emitir impulsos de radio en varias direcciones. Esto aporta dos ventajas a su vez: una es que dichos radares no tienen piezas sufriendo rozamiento, calor, desgaste... las cuales demandarán un mantenimiento superior a las fijas. En segundo lugar, el dispositivo esta continuamente recibiendo y emitiendo en todas las direcciones asignadas, cuando en los radares de barrido mecánico siempre un sector o varios quedan desatendidos debido a la rotación del plato y su guía de ondas, por muy rápidos que giren (Sáenz, 2003).
- Al estar integrados por decenas, cientos o miles de sensores activos, que forman una matriz de fase, poseen una superior capacidad de recepción y también mayor flexibilidad que los radares mecánicos.
- Por disponer de múltiples sensores, sufren menos interferencias.

Autores como José Mª Sáenz (2003) desdoblan esta característica en dos: por una parte los radares multidireccionales de barrido electrónico en sí mismo y, por otra, una antena activa, dispositivo este último del que carecían todos los modelos europeos en sus primeras versiones. La unión de los dos permite cambiar la dirección y la frecuencia de las ondas para evitar ser anuladas por algún sistema de interferencias. Pero las antenas activas no solo son útiles para localizar posibles amenazas en el aire, prosigue Sáenz (2003), contribuyen decisivamente a la superioridad aérea al poder guiar misiles a más de cien kilómetros.

### Operar a gran altitud
Algunas aeronaves consideradas de quinta generación pueden alcanzar y mantener alturas de 15.000 metros (O.F., 2010, p. 16). Gracias a esto son menos vulnerables al fuego de artillería antiaérea y a los misiles tierra-aire, unas veces porque las armas no cuentan con ese alcance y otras por disponer los pilotos de un margen mayor para reaccionar. Como segunda ventaja está el poder recorrer mucha más distancia con la misma carga de combustible, pues a esas altitudes el aire opone menos resistencia.
Para lograr esta capacidad deben converger varios factores como la superficie de sustentación o los motores, capaces de proporcionar suficiente empuje con la concentración de oxígeno disponible. Esta es una cualidad que no todos los aviones clasificados indiscutiblemente como de quinta generación poseen. Así el F-35 no pueden operar a tanta distancia del suelo (O.F., 2010, p. 16 y 17).

### Capacidad furtiva

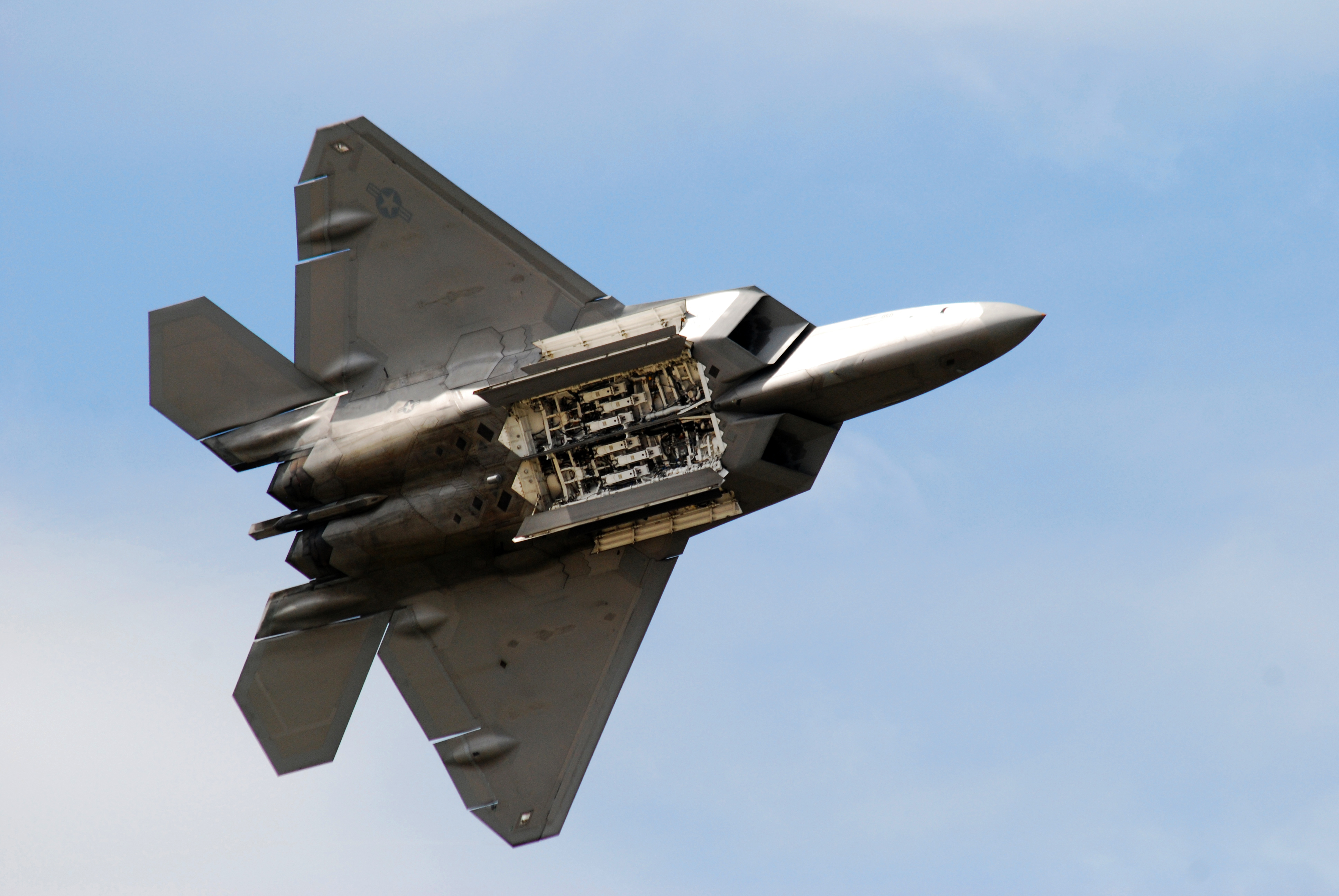
Bodegas del F-22 Raptor donde porta el armamento, conservando la capacidad furtiva.

El término "capacidad furtiva" suele utilizarse mucho en medios de divulgación y periodísticos (Corral, 2010, p. 36) y menos en revistas más especializadas. Según O.F. (2010), sería más correcta la expresión "baja detectabilidad" o Very Low Observability (VLO), porque la señal reflejada, como cualquier otra señal electromagnética, disminuye su intensidad con el cuadrado de la distancia; por lo tanto la máquina, aeronave o nave antes o después será detectada, solo es cuestión de reducir la distancia. La "baja detectabilidad" se refiere tanto a la Sección de radar (RCS o Radar Cross Section) como a la firma infrarroja (IR), pero existen también la firma de radiofrecuencia o RF, la Sección de láser (LCS), la visual, la ultravioleta (UV) y la sonora (Cuadrado, 2005, p. 26).
Para conseguir la VLO por una parte todo el fuselaje debe ser recubierto de pinturas absorbentes, fabricadas con ingredientes como el óxido de estaño, ferrita de níquel o hexaferrita de bario (Cuadrado, 2005, p. 28). En segundo lugar, dicho fuselaje debe ser muy curvilíneo, romboidal o trapezoidal porque todas estas formas devuelven menos radiación que los ángulos rectos. En tercer lugar todo el armamento y posibles depósitos de combustible deben ir dentro del fuselaje, ya sea en bodegas laterales o centrales. Por último, la mayoría del instrumental de cabina, listones y travesaños interiores deben ser retirados o rediseñados para contribuir a reducir las señales (Cuadrado, 2005).
Por lo que a la señal infrarroja se refiere, esta se reduce enfriando los gases que previamente ha calentado el turborreactor. Para ellos resulta necesario mezclar el aire calentado en la reacción con aire del exterior antes de salir por la tobera. Así, el trayecto realizado por el chorro de propulsión debe ser algo más largo y el motor debe alojarse en su totalidad dentro del fuselaje, lo que también contribuye a reducir su firma RCS.
Cuando se consigue combinar el diseño del fuselaje con la remodelación de los elementos internos y recubrir toda la estructura con pinturas adecuadas, el aparato mostrará una firma respecto a la sección de radar inferior a 1 m²  (Cuadrado, 2005, p. 28). Pero no todas las partes de un avión tienen la misma firma RCS, los modelos calificados de furtivos no lo son en cualquier posición y ante cualquier instalación de radar. Así, las instalaciones con el dispositivo de recepción separado del emisor -radares multiestáticos- resultan más difíciles de burlar que los radares con ambos dispositivos integrados -radares monoestáticos-, según Cuadrado (2005, p. 30). De la misma forma, el F-35 posee una gran VLO de frente, pero su baja detectabilidad disminuye mucho si es «iluminado» por detrás y por los lados.

## Quinta generación: realidad frente al mito
Como se ha indicado, no existe consenso sobre cuantas son dichas características, ni siquiera cuales son. Pero es que tampoco existe consenso sobre la existencia de la quinta generación de cazas. Periodistas como José Mª Sáenz (2003), militares como Staffan Näsström o académicos como Hugh Griffith (2010) consideran a la generación nacida en los años 90 o principios del siglo XXI como la cuarta, en la que se incluiría el F-22. Griffith va aún más lejos afirmando que probablemente no exista una quinta generación porque «se han terminado los tiempos del caza genuino». Ante unas discrepancias tan pronunciadas, que no se dan en la informática o la robótica, autores como el ya mencionados de Briganti indican que quizá no sea un término puramente técnico, sino que contenga connotaciones de imagen, publicitarias y políticas.
Giovanni de Briganti o van Leeuwen se refieren a lo poco claras que son las ventajas aportadas por cazas como el F-35 frente a modelos europeos, e incluso estadounidenses, de menor precio y prestaciones similares. Como se ha repetido, la expresión es utilizada por publicaciones oficiales, como la de Donley y Schwartz (2010, p. 5), por periodistas especializados, caso de Corral (2010), sitios web de Rusia o el Reino Unido, por fabricantes como Lockheed Martin o EADS y un largo etcétera. Sin embargo, continúa Giovanni de Briganti, hay poca reflexión sobre las capacidades reales de un avión perteneciente a una generación supuestamente tan avanzada. Por ejemplo, el F-35 cuenta con baja detectabilidad solo en posición frontal y cuando porta dos misiles y dos bombas, si requiere llevar depósitos de combustible o una cantidad de armas superior debe utilizar los soportes subalares, perdiendo la baja detectabilidad.

### Evolución del concepto

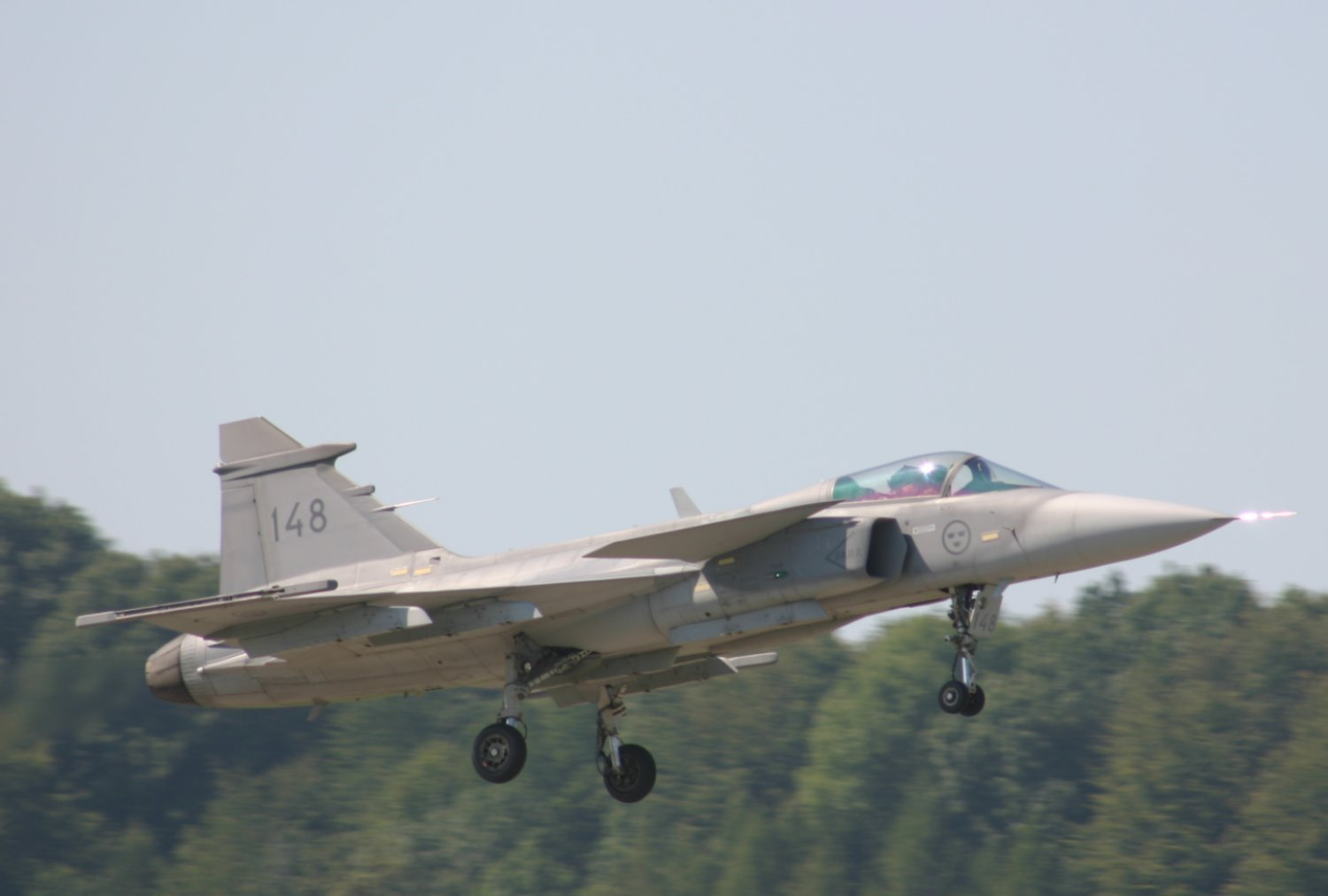
El JAS 39 Gripen. Uno de los aparatos más controvertidos sobre su pertenencia o no a la quinta generación.

En los años ochenta y noventa no era común clasificar a los cazas en generaciones, como si se hacía con otros productos de la tecnología. En aquellas décadas resultaba escasa la bibliografía con el adjetivo "quinta generación".Gunston (1984) los apellidaba "del XXI” y Guerrero (1988) utilizaba la expresión "supercazas", incluso a principios del siglo XXI, José Mª Sáenz (2003) y Julio Maíz (2005, p. 20) los seguían llamando así. Por último, un experto como Keijsper (2003) tampoco hacía la más mínima referencia a este concepto en su monografía del JAS 39 Gripen. Quinta generación se podía leer en los trabajos de Pierrot y Vines (1997, p. 15), incluyendo en ella todo diseño desarrollado a finales de los años ochenta y los noventa. Es en los primeros años del siglo XXI cuando las dos palabras comenzaron a emplearse profusamente, tal vez demasiado profusamente para O.F. (2010). De Briganti se sorprende por la rapidez con la que se ha implantado la expresión «Quinta generación» y el mismo concepto de generación. Por su parte,O.F. (2010) informa que se usa y abusa de dicho término cuando se quiere indicar superioridad, pero sin poner atención real a las características del aparato así adjetivado. Una postura similar es la de van Leeuwen. De Briganti hace ver que para varios autores, caso de David Corral (2010), los únicos aviones de la susodicha generación eran los fabricados por la Lockheed Martin, aeronaves con unos retrasos e incrementos de costo considerables.

### Los problemas del F-35 y su pérdida de confianza
En primer lugar, cabe reseñar que los sistemas de armas consumen más tiempo de desarrollo cuanto más sofisticados son, así el F-22 comenzó a estudiarse durante la presidencia de Ronald Reagan, en 1982, antes de haberse terminado el despliegue de los F-15 (Maíz, 2005, p. 21). Es algo asumido casi como normal, por lo que ciertos incumplimientos en el calendario del único avión furtivo exportable podían ser admisibles. Lo asumieron hasta ocho gobiernos que depositaron su confianza el F-35 a finales del siglo XX y primeros años del XXI (Sáenz, 2003, p. 32). En cambio, no mostraron especial interés por productos ya en servicio, caso del Dassault Rafale, Eurofighter Typhoon o el JAS 39 Gripen. Sin embargo, reseña de Briganti, el término "quinta generación" fue aumentando de popularidad coincidiendo con la suma de retrasos inesperados y sus respectivos aumentos de coste.
- En 2006 surgieron numerosos problemas y uno de los principales clientes, el Reino Unido, sondeó la posibilidad de cancelar su participación y navalizar el Eurofighter Typhoon (Maíz, 2006).
- En 2010 eran los propios políticos estadounidenses quienes proponían no seguir desarrollando un avión tan caro, que daba tantos problemas y con unas capacidades tan bajas. En su lugar se hablaba en el Congreso de destinar el dinero para los aparatos restantes a comprar otro modelo menos oneroso (Corral, 2010).
- A finales de 2012 Turquía, Noruega, Dinamarca, Canadá y los Países Bajos habían congelado o cancelado sus contratos por distintos motivos. Además, problemas como la presentación en el casco no parecían solucionarse.[4]
- En 2013 los políticos de Italia, segundo cliente del proyecto en el extranjero, se oponían a continuar en un programa como ese, cuando lo habían defendido estando en el gobierno.[19]

Todos estos acontecimientos perjudicaban tanto a la empresa fabricante como a los políticos que decidieron unirse al F-35. En cambio, beneficiaban a los europeos, competidores en un mercado que había crecido con la incorporación de antiguos países comunistas. Tanto es así que la República Checa adquirió los Gripen bajo régimen de alquiler en 2004. EADS llegó a un entendimiento en 2005 con el Reino de Arabia Saudí para suministrarle 72 Eurofighters y en 2010 Austria contrató 15 unidades. Al año siguiente Suiza, un país que se había decantado en 1998 por la tecnología norteamericana (Keijsper, 2003, p. 139), volvió a convocar un concurso con todas las aeronaves europeas como finalistas. Ganó el sueco. Ese mismo año, un aliado de los Estados Unidos como Tailandia decidió adquirir también el aparato escandinavo.

### Ventajas aportadas por la expresión "quinta generación"

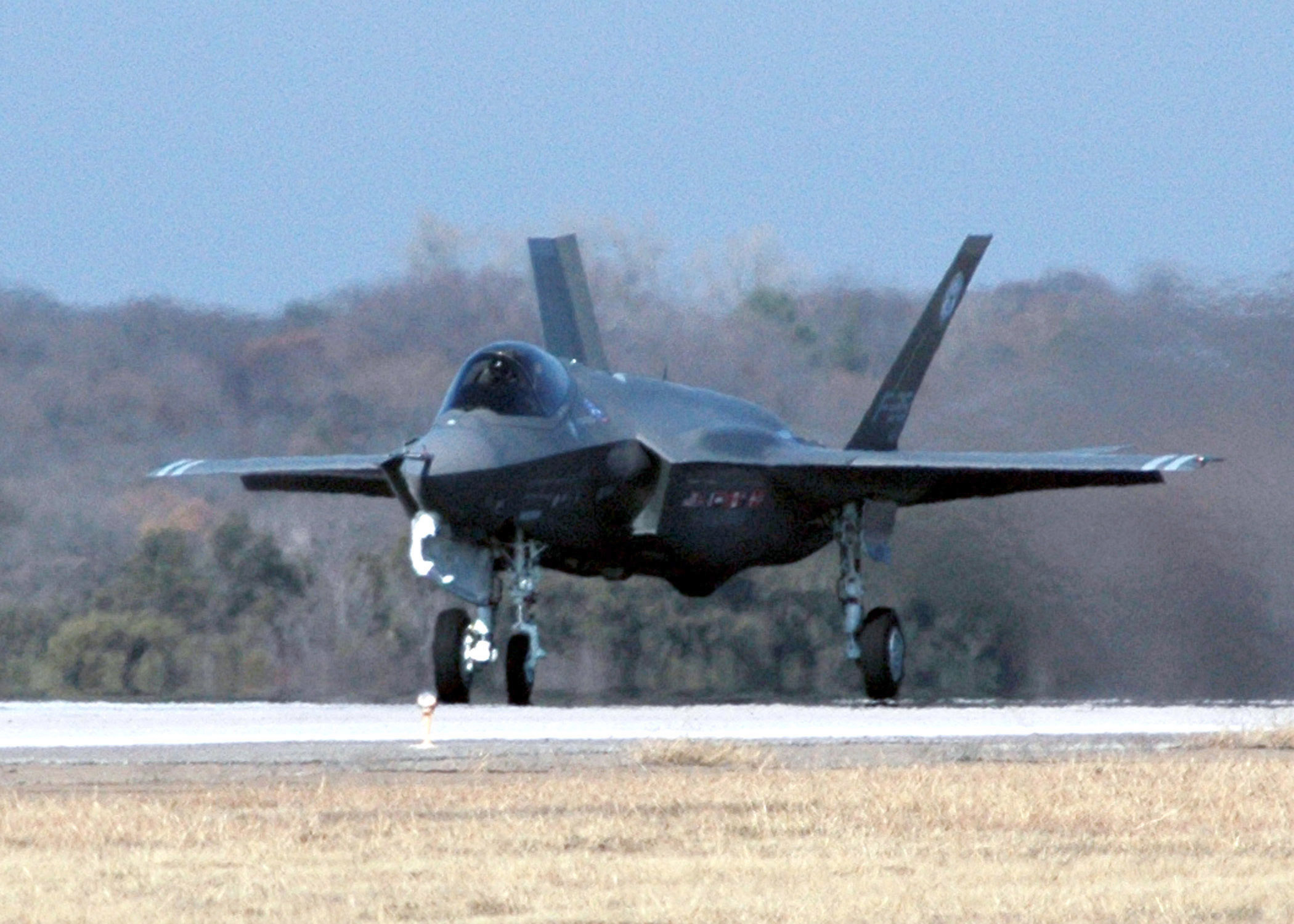
F-35 Lightning II con el que parece haberse popularizado el término

El ser o no miembro de la quinta generación, solo puede beneficiar al F-35,O.F. (2010, p. 16 y 17) indica que de nueve características consideradas definitorias de la quinta generación el F-35 cumple tres -baja detectabilidad, integración de sensores e información y capacidad para operar en red-. Por el contrario el Typhoon cumple ocho, fallando en muy baja detectabiliad. Pese a ello, en no pocas publicaciones se le da una categoría inferior a la de F-35 (Corral, 2010).
Por su parte, de Briganti lista cinco cualidades que definirían a estos cazas, y compara los prototipos del F-35 con los ya en servicio Rafale, Typhoon y Gripen. Según el autor, la capacidad furtiva es la única que aporta una ventaja significativa y solo la posee cuando es iluminado de frente. El radar de barrido electrónico ya lo incorporaba el Rafale desde su nacimiento y los otros dos modelos dispusieron de él cuando el aparato estadounidense aún era un prototipo. El F-35 no cuenta con una especial maniobrabilidad, es igual o inferior en ese aspecto a los productos europeos. Tampoco es capaz de alcanzar altitudes de 15.000 metros. La integración de sensores e información ya la inauguró el Gripen en la década de 1990. Por último, la capacidad de operar en red no constituye ninguna novedad. Pero los modelos europeos contaban con una ventaja que no poseía el F-35: estaban en servicio sin tantos problemas ni costes.
Autores como de Briganti han indicado como la USAF y la Lockheed-Martin comenzaron a utilizar profusamente «fifth generation» o «5th generation» para referirse únicamente al F-22 y luego al F-35 cuando este empezó a dar problemas. Con todo, continúa el autor, no han sido solo los militares y directivos de empresas estadounidenses quienes han popularizado el término. Los políticos de distintas naciones que apostaron por el F-35 han aportado también su dosis promocional. La expresión les permite rebajar las críticas por la decisión de continuar en un proyecto plagado de retrasos, en lugar de adquirir otro modelo con prestaciones similares. En segundo lugar Chopra (2008, p. 147) apunta que utilizar esas dos palabras infunde la idea en sus respectivas opiniones públicas de adquirir para sus ejércitos lo mejor del mercado, el arma del futuro, pese a no estar disponible aún y no aclararse las ventajas sobre sus competidores. Bien es verdad que la denominación no es la única causa esgrimida por ministros y jefes de Estado.

## Lista de cazas de quinta generación
Como se ha expuesto, cualquier lista que se haga estará sujeta a controversia por incluir o no incluir determinado modelo. A continuación se detalla una de las más amplias:

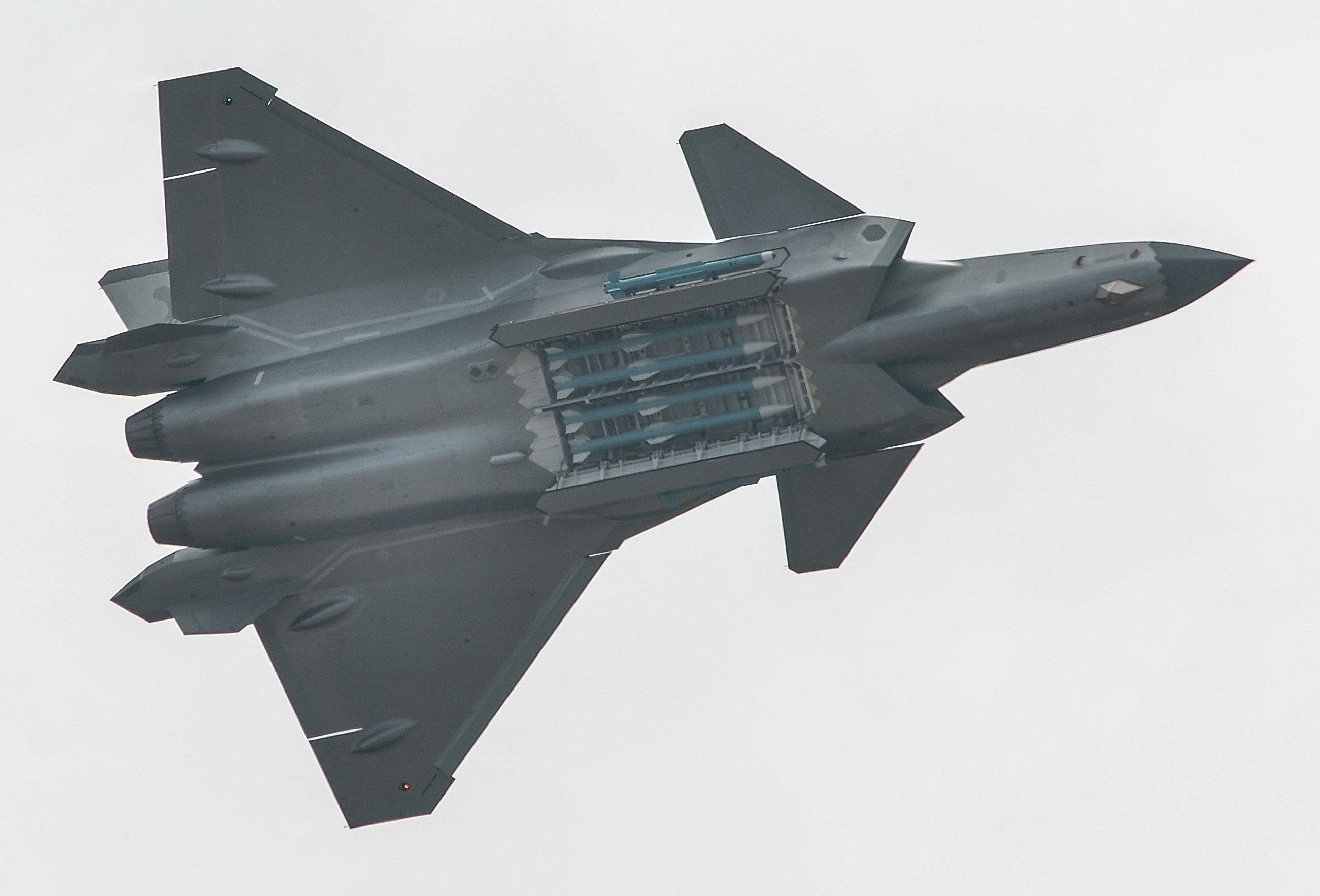
Chengdu J-20 mostrando bahías de armas

### En desarrollo
| País           | Fabricantes                      | Avión             | Primer vuelo | Entrada en servicio | Consenso sobre su pertenencia |
| -------------- | -------------------------------- | ----------------- | ------------ | ------------------- | ----------------------------- |
| Rusia          | Sukhoi                           | Sukhoi Su-57      | 2010         | 2019                | Total                         |
| China          | Chengdu                          | Chengdu J-20      | 2011         | 2020                | Total                         |
| Estados Unidos | Lockheed Martin Boeing           | F-22 Raptor       | 1997         | 2005                | Total                         |
| Estados Unidos | Lockheed Martin Northrop Grumman | F-35 Lightning II | 2006         | 2015-2019           | Total                         |

| Países                  | Fabricantes | Avión                  | Primer vuelo          |
| ----------------------- | ----------- | ---------------------- | --------------------- |
| Rusia                   | Sukhoi      | Sukhoi Su-75           | Previsto para el 2026 |
| Rusia India             | Sukhoi HAL  | FGFA                   | 2023                  |
| India                   | HAL         | Medium Combat Aircraft | 2012                  |
| China                   | Shenyang    | Shenyang J-35          | 2011                  |
| Corea del Sur Indonesia | KAI IAe     | KAI KF-X               | 2022                  |
| Turquía                 | TAI         | TAI Kaan               | 2024                  |
| Suecia                  | SAAB        | Gripen NG              | 2008                  |
| Suecia                  | SAAB        | FS-2020                | 2020                  |

### Demostradores de tecnología
| Países                                    | Fabricantes                      | Avión                 | Primer vuelo |
| ----------------------------------------- | -------------------------------- | --------------------- | ------------ |
| Reino Unido                               | BAE Systems                      | Taranis               |              |
| Francia España Suiza Italia Suecia Grecia | Dassault                         | Neuron                | 2012         |
| Alemania España                           | EADS                             | Barracuda             | 2006         |
| Japón                                     | Mitsubishi                       | ATD-X                 | 2016         |
| Corea del Sur                             | KAI                              | KF-X                  | 2020         |
| Turquía                                   | TuAF                             | TFX                   | 2020         |
| Estados Unidos                            | Lockheed Martin Boeing           | YF-22 Lightning II    | 1990         |
| Estados Unidos                            | Northrop McDonnell Douglas       | YF-23 Black Widow II  | 1990         |
| Estados Unidos                            | Boeing                           | Bird of Prey          | 1996         |
| Estados Unidos                            | McDonnell Douglas                | X-36                  | 1997         |
| Estados Unidos                            | Lockheed Martin Northrop Grumman | X-35                  | 2000         |
| Estados Unidos                            | Boeing                           | X-32                  | 2000         |
| Rusia                                     | Sukhoi                           | Su-47 Berkut          | 1997         |
| Rusia                                     | sukhoi                           | Su 37 Terminator      |              |
| Rusia                                     | Mikoyan                          | Mikoyan Proyecto 1.44 | 1996         |
| Irán                                      | IAIO                             | Qaher-313             |              |

## El futuro
En el momento de comenzar la producción del F-22 Raptor, ninguna nación trabaja en los estudios preliminares para una nueva generación de cazas y la situación persistía incluso años después, Lo que parecía indicar que la llamada quinta generación de cazas sería la última. Tres razones parecían indicar que modelos como el F-22 de Estados Unidos, el multinacional F-35, los Su-47 y el PAK FA de Rusia o el Chengdu J-20 chino podrían ser los últimos diseños de aviones tripulados y fabricados en serie:
- Periodistas especializados como Julio Maíz (2006) intuían que las dificultades y limitaciones encontradas durante los distintos desarrollos de los modelos francés, sueco y europeo imposibilitarían emprender más proyectos sin el apoyo de los Estados Unidos. Pero con el tiempo, hasta esa posibilidad quedó amenazada por las críticas de políticos italianos sobre los planes de continuar con el F-35,[19] y a la salida del proyecto de varios clientes por el alto costo.

- En segundo lugar, las positivas experiencias de países como Israel con sus aparatos no tripulados mostraban una posible vía para los cazas no tripulados del futuro, en perjuicio de una posible "sexta generación". Los aparatos no tripulados poseen una baja detectabilidad por ser muy pequeños y livianos, no necesitan ampliar sus fuselaje para un piloto, ni para su asiento lanzable, ni para su instrumental, ni una superficie alar que sostenga ese peso. Su coste también es más bajo. A principios del siglo XXI ya se veía que un caza F-22 costaría no menos de US$ 130 millones, mientras el más caro de los UAV existentes apenas alcanzaba los US$ 15 millones.[28] Pero, además, estos aparatos son sacrificables sin pérdida de vidas humanas, punto este de gran importancia en países occidentales donde la opinión pública es especialmente sensible a las bajas.[1]  Por todas estas razones, Donald Rumsfeld anunció que, en el futuro, la USAF dispondría de un 60% de cazas no tripulados (Maíz, 2006).

- Pero, aún olvidando las ventajas mencionadas de los aviones no tripulados (UAV),[28] en el siglo XXI no había una respuesta fácil para la gran pregunta: "desarrollar cazas de sexta generación... ¿para luchar contra quién?" En la década de 1980 Bill Gunston ya indicaba que la cantidad de misiles contra pistas de aterrizaje disponibles por la OTAN era tan grande, que imposibilitaría el despegue de ningún avión en cualquier país del Pacto de Varsovia al segundo día de la Contienda (Guerrero, 1988). Esta situación teórica, quedó incluso superada por la realidad en conflictos posteriores. Durante la guerra del Golfo, no es que los Estados Unidos y sus aliados terminaran imponiéndose contra Irak, es que contaban con total supremacía en los cielos desde los primeros minutos. «Los cazas occidentales estaban simplemente de más».[1]

Pese a ello, a finales de la década de 2010 tanto en Estados Unidos como en Europa proyectos como el FCAS de Francia, Alemania y España  o el Tempest del Reino Unido, Italia y Suecia, además de dos propuestas distintas barajadas por Estados Unidos, abrían la puerta a una futura sexta generación de cazas de reacción. Las características de estos aparatos están aún por definir porque sus tecnología eran embrionarias o incluso inexistente a fecha de firmarse los acuerdos. Pese a ello, los requerimientos de los distintos gobiernos implicados harán necesario gran apoyo de la inteligencia artificial, ser una sistema de sistemas de armas (al pastorear drones o enjambres de drones) y harán opcional la presencia de piloto en la cabina o fuera.